# Nati nel 1894

## Gennaio(119)
- 1º gennaio - Otto Aasen, combinatista nordico e saltatore con gli sci norvegese († 1983)
- 1º gennaio - Satyendranath Bose, fisico indiano († 1974)
- 1º gennaio - Giuseppe Gherardelli, matematico italiano († 1944)
- 1º gennaio - Domenico Giorda, calciatore italiano († 1962)
- 1º gennaio - Fred Hibbard, regista, sceneggiatore e attore rumeno († 1925)
- 1º gennaio - Iván Petrovich, attore serbo († 1962)
- 1º gennaio - Pietro Porqueddu, cantante italiano († 1974)
- 1º gennaio - Vittorio Emanuele Terragni, ufficiale, generale e scrittore italiano († 1969)
- 2 gennaio - Giovanni Cavicchioli, scrittore e giornalista italiano († 1964)
- 2 gennaio - Bruno Franceschini, militare austriaco († 1970)
- 2 gennaio - Ezio Garibaldi, politico e militare italiano († 1969)
- 2 gennaio - Raymond Aloysius Lane, vescovo cattolico e missionario statunitense († 1974)
- 2 gennaio - Jim Londos, wrestler greco († 1975)
- 2 gennaio - Robert Nathan, scrittore e poeta statunitense († 1985)
- 3 gennaio - ZaSu Pitts, attrice statunitense († 1963)
- 4 gennaio - Bruno Benassati, calciatore italiano († 1969)
- 5 gennaio - Alfredo Conti, avvocato e politico italiano († 1978)
- 5 gennaio - Giuseppe Maceratini, generale e aviatore italiano
- 5 gennaio - Alberto Riccoboni, architetto e storico dell'arte italiano († 1973)
- 6 gennaio - Guido Debernardi, calciatore italiano († 1963)
- 6 gennaio - Moses Hardy, militare statunitense († 2006)
- 6 gennaio - Ona Šimaitė, bibliotecaria lituana († 1970)
- 7 gennaio - Norma Nichols, attrice statunitense († 1989)
- 7 gennaio - Eso Peluzzi, pittore italiano († 1985)
- 7 gennaio - Johnnie Walker, attore e regista statunitense († 1949)
- 8 gennaio - Elmer Holland, politico statunitense († 1968)
- 8 gennaio - Massimiliano Maria Kolbe, presbitero e francescano polacco († 1941)
- 8 gennaio - Vasilij Stepanovič Popov, generale sovietico († 1967)
- 8 gennaio - Giovanni Serra, medico e saggista italiano († 1959)
- 8 gennaio - Vilmos Tkálecz, politico e pedagogista sloveno († 1950)
- 8 gennaio - Roger Vercel, scrittore francese († 1957)
- 9 gennaio - Luigia Ciappi, insegnante italiana († 1969)
- 9 gennaio - Carl Lampert, presbitero austriaco († 1944)
- 10 gennaio - Gaetano Zingali, statistico, economista e politico italiano († 1975)
- 10 gennaio - Nikolaj Zubarev, scacchista russo († 1951)
- 11 gennaio - Eileen Armstrong, tuffatrice britannica († 1981)
- 11 gennaio - Alexander Hall, regista, montatore e attore statunitense († 1968)
- 11 gennaio - Ethel Teare, attrice statunitense († 1959)
- 11 gennaio - Michele Maria Tumminelli, educatore e politico italiano († 1988)
- 11 gennaio - Jaroslav Vogel, direttore d'orchestra, compositore e scrittore ceco († 1970)
- 11 gennaio - Paul Wittek, orientalista e storico austriaco († 1978)
- 12 gennaio - Marf, paroliere e compositore italiano († 1946)
- 12 gennaio - Ralph Capone, mafioso italiano († 1974)
- 12 gennaio - Georges Carpentier, pugile e attore francese († 1975)
- 13 gennaio - Osvaldo Aliatis, calciatore italiano
- 13 gennaio - Giuseppe Botteri, politico italiano († 1969)
- 13 gennaio - Stanisław Grzmot-Skotnicki, generale polacco († 1939)
- 14 gennaio - Karl von Eberstein, generale tedesco († 1979)
- 14 gennaio - Luigi Tamburrano, politico italiano († 1964)
- 14 gennaio - Ecaterina Teodoroiu, militare rumena († 1917)
- 15 gennaio - José Luis Bustamante y Rivero, politico peruviano († 1989)
- 15 gennaio - Vasilij Ivanovič Kuznecov, generale sovietico († 1964)
- 15 gennaio - Jacob Opdahl, ginnasta norvegese († 1938)
- 15 gennaio - Erich Pohl, calciatore tedesco († 1948)
- 15 gennaio - Henk Steeman, calciatore olandese († 1979)
- 15 gennaio - Ugo Tommei, scrittore italiano († 1918)
- 15 gennaio - Trương Thanh Đăng, artista marziale vietnamita († 1985)
- 16 gennaio - Antonio Bergamaschi, vescovo cattolico italiano († 1966)
- 16 gennaio - Guy Chamberlin, allenatore di football americano e giocatore di football americano statunitense († 1967)
- 16 gennaio - Irving Mills, produttore discografico statunitense († 1985)
- 17 gennaio - Hugo Chaim Adler, direttore di coro, cantore e compositore belga († 1955)
- 17 gennaio - Edgar André, antifascista tedesco († 1936)
- 17 gennaio - Hans Beyeler, calciatore svizzero († 1968)
- 17 gennaio - Giuseppe Giammarco, politico italiano († 1957)
- 17 gennaio - István Szőnyi, pittore ungherese († 1960)
- 18 gennaio - Romain Bellenger, ciclista su strada e dirigente sportivo francese († 1981)
- 18 gennaio - Jan van Breda Kolff, calciatore olandese († 1976)
- 18 gennaio - Juste Brouzes, calciatore francese († 1973)
- 18 gennaio - Renato Donati, militare e aviatore italiano († 1980)
- 18 gennaio - Vitale Giambone, partigiano italiano († 1937)
- 18 gennaio - Armando Meoni, scrittore italiano († 1984)
- 18 gennaio - Lucia Moholy, fotografa e scrittrice cecoslovacca († 1989)
- 18 gennaio - Toots Mondt, wrestler statunitense († 1976)
- 19 gennaio - Pascal D'Angelo, poeta italiano († 1932)
- 19 gennaio - Jean Debucourt, attore e regista teatrale francese († 1958)
- 19 gennaio - Hans von Manteuffel-Szoege, militare tedesco († 1919)
- 19 gennaio - Oskar Merkt, calciatore svizzero († 1982)
- 19 gennaio - Benvenuto Pelà, agricoltore e politico italiano († 1932)
- 19 gennaio - Giuliano Donati Petténi, poeta e scrittore italiano († 1930)
- 19 gennaio - Gianni Remuzzi, scultore italiano († 1951)
- 20 gennaio - Angiolo Gabrielli, ciclista su strada italiano († 1973)
- 20 gennaio - Walter Piston, compositore statunitense († 1976)
- 20 gennaio - Guglielmo Sanguinetti, medico italiano († 1954)
- 21 gennaio - Augusto Camerini, pittore, illustratore e regista italiano († 1972)
- 21 gennaio - Ettore Castronovo, radiologo italiano († 1954)
- 21 gennaio - Hans Funk, calciatore svizzero († 1953)
- 22 gennaio - Gian Giacomo Badini, militare italiano († 1917)
- 22 gennaio - Giuseppe Candela, avvocato e politico italiano († 1951)
- 22 gennaio - Heinz Heck, zoologo e biologo tedesco († 1982)
- 22 gennaio - Charles Langbridge Morgan, scrittore, critico teatrale e drammaturgo inglese († 1958)
- 23 gennaio - Luigi Ceriani, imprenditore e scacchista italiano († 1969)
- 23 gennaio - Egidio Grego, militare e aviatore italiano († 1917)
- 23 gennaio - Arthur Leesch, calciatore lussemburghese († 1955)
- 23 gennaio - Guido Maifreni, militare italiano († 1917)
- 24 gennaio - Augusto Guzzo, filosofo italiano († 1986)
- 24 gennaio - Roberto Pontremoli, ufficiale e militare italiano († 1916)
- 25 gennaio - Aino Aalto, architetto e designer finlandese († 1949)
- 25 gennaio - Janko Alexy, scrittore e pittore slovacco († 1970)
- 25 gennaio - Renato Grasselli, calciatore italiano († 1976)
- 25 gennaio - Pietro Lingeri, architetto italiano († 1968)
- 25 gennaio - Nietta Mordeglia, attrice italiana († 1992)
- 25 gennaio - Edmond Paris, saggista e filosofo francese († 1970)
- 25 gennaio - Florián Rey, regista spagnolo († 1962)
- 27 gennaio - Manuel Carrasco, calciatore spagnolo
- 27 gennaio - Juan de Landa, attore spagnolo († 1968)
- 27 gennaio - Fritz Pollard, giocatore di football americano e allenatore di football americano statunitense († 1986)
- 28 gennaio - John D'Albiac, generale britannico († 1963)
- 28 gennaio - Hugo Kinert, allenatore di calcio e calciatore jugoslavo († 1969)
- 28 gennaio - Laura Pasini, soprano italiano († 1942)
- 29 gennaio - Hope Loring, sceneggiatrice britannica († 1959)
- 29 gennaio - Fernand Wertz, calciatore belga († 1971)
- 30 gennaio - Giovanni Bertacchi, militare italiano († 1917)
- 30 gennaio - Boris III di Bulgaria, sovrano bulgaro († 1943)
- 30 gennaio - Aldo Del Monte, militare italiano († 1936)
- 30 gennaio - René Dorme, aviatore e militare francese († 1917)
- 30 gennaio - William Ward, III conte di Dudley, nobile e politico scozzese († 1969)
- 31 gennaio - Kurt Blome, scienziato tedesco († 1969)
- 31 gennaio - Giovanni Bocchieri, militare italiano († 1918)
- 31 gennaio - Percy Helton, attore statunitense († 1971)

## Febbraio(93)
- 1º febbraio - Luigi Baldi, calciatore italiano († 1961)
- 1º febbraio - Paul Carbone, criminale francese († 1943)
- 1º febbraio - Suzanne Briet, bibliotecaria e scrittrice francese († 1989)
- 1º febbraio - John Ford, regista e produttore cinematografico statunitense († 1973)
- 1º febbraio - Herman Hupfeld, cantautore statunitense († 1951)
- 1º febbraio - James P. Johnson, compositore e pianista statunitense († 1955)
- 1º febbraio - Giuseppe Pognante, pittore italiano († 1985)
- 2 febbraio - William Aitken, allenatore di calcio scozzese († 1973)
- 2 febbraio - John D. Dingell, Sr., politico statunitense († 1955)
- 2 febbraio - Giovanni March, pittore italiano († 1974)
- 3 febbraio - Renzo De Vecchi, calciatore e allenatore di calcio italiano († 1967)
- 3 febbraio - Otello Perugini, politico e antifascista italiano († 1966)
- 3 febbraio - Norman Rockwell, pittore e illustratore statunitense († 1978)
- 4 febbraio - Nunzio Malasomma, regista e sceneggiatore italiano († 1974)
- 5 febbraio - Mario Ajmone Cat, generale e aviatore italiano († 1952)
- 5 febbraio - József Bánás, calciatore e allenatore di calcio ungherese († 1973)
- 5 febbraio - Natale Cirino, attore italiano († 1962)
- 5 febbraio - Titta Madia, avvocato, politico e giornalista italiano († 1976)
- 5 febbraio - Frederick Edgeworth Morgan, generale britannico († 1967)
- 6 febbraio - Michail Čiaureli, regista cinematografico e scrittore sovietico († 1974)
- 6 febbraio - Carroll Clark, scenografo statunitense († 1968)
- 6 febbraio - Kirpal Singh, mistico indiano († 1974)
- 6 febbraio - Eric Partridge, lessicografo neozelandese († 1979)
- 6 febbraio - Constance Tipper, ingegnere e cristallografa britannica († 1995)
- 8 febbraio - Billy Bishop, aviatore canadese († 1956)
- 8 febbraio - Vittorio Codovilla, politico italiano († 1970)
- 8 febbraio - Moose Goheen, hockeista su ghiaccio statunitense († 1979)
- 8 febbraio - Arnaldo Guerrini, antifascista italiano († 1944)
- 8 febbraio - Ludwig Marcuse, filosofo tedesco († 1971)
- 8 febbraio - King Vidor, regista, sceneggiatore e produttore cinematografico statunitense († 1982)
- 9 febbraio - Rahel Sanzara, scrittrice e attrice tedesca († 1936)
- 10 febbraio - Roy D'Arcy, attore statunitense († 1969)
- 10 febbraio - Harold Macmillan, politico, militare e nobile britannico († 1986)
- 10 febbraio - Giuseppe Morandi, pilota automobilistico italiano († 1977)
- 10 febbraio - Herb Pennock, giocatore di baseball e allenatore di baseball statunitense († 1948)
- 11 febbraio - Vitalij Valentinovič Bianki, scrittore e naturalista sovietico († 1959)
- 11 febbraio - Leone Osvaldo Girolami, ingegnere e politico italiano († 1951)
- 11 febbraio - Harry Hoppe, generale tedesco († 1969)
- 11 febbraio - Pasquale Prestisimone, generale e politico italiano († 1958)
- 12 febbraio - Dorothy Kelly, attrice statunitense († 1966)
- 12 febbraio - Marcel Portout, imprenditore francese († 1979)
- 12 febbraio - Carlo Vischia, politico italiano († 1970)
- 13 febbraio - Edi Bauer, allenatore di calcio e calciatore austriaco († 1948)
- 14 febbraio - Jack Benny, attore, comico e showman statunitense († 1974)
- 14 febbraio - Albert Dejonghe, ciclista su strada belga († 1981)
- 15 febbraio - Halfdan Ditlev-Simonsen, calciatore norvegese († 1962)
- 15 febbraio - Bud Jamison, attore statunitense († 1944)
- 15 febbraio - Hans Liniger, calciatore svizzero
- 15 febbraio - Friedrich Tessmann, politico, giurista e storico italiano († 1958)
- 17 febbraio - Nuccio Fiorda, compositore e direttore d'orchestra italiano († 1975)
- 18 febbraio - Alfred Marshall Bailey, ornitologo statunitense († 1978)
- 18 febbraio - Vincenzo La Rocca, politico italiano († 1968)
- 18 febbraio - Hellmuth Pfeifer, generale tedesco († 1945)
- 18 febbraio - Luigi Polacchi, poeta e scrittore italiano († 1988)
- 18 febbraio - Rafael Sánchez Mazas, scrittore e politico spagnolo († 1966)
- 18 febbraio - Volrico Travaglini, economista italiano († 1985)
- 19 febbraio - Geoffrey Holmes, hockeista su ghiaccio britannico († 1964)
- 19 febbraio - Mario Mezzadra, ammiraglio italiano († 1966)
- 19 febbraio - Silvio Monfrini, scultore italiano († 1969)
- 20 febbraio - Enrico Arrigoni, anarchico italiano († 1986)
- 20 febbraio - Consalvo Ceci, politico italiano († 1948)
- 20 febbraio - Bokuzen Hidari, attore giapponese († 1971)
- 20 febbraio - Jarosław Iwaszkiewicz, scrittore polacco († 1980)
- 20 febbraio - Károly Kaszala, aviatore austro-ungarico († 1932)
- 20 febbraio - Tecla Merlo, religiosa italiana († 1964)
- 20 febbraio - Alfredo Pizzoni, politico e militare italiano († 1958)
- 20 febbraio - Ivan Puni, pittore russo († 1956)
- 20 febbraio - Curt Richter, biologo statunitense († 1988)
- 21 febbraio - Leopoldo Gasparini, politico e partigiano italiano († 1969)
- 21 febbraio - Arnold Kegel, ginecologo statunitense († 1972)
- 21 febbraio - Carlo Rostagno, generale italiano
- 22 febbraio - Giuseppe Busuoli, scultore e pittore italiano († 1948)
- 22 febbraio - Enid Markey, attrice statunitense († 1981)
- 22 febbraio - Vito Monterisi, politico italiano († 1972)
- 22 febbraio - Leopoldo Montini, militare italiano († 1915)
- 24 febbraio - Heinrich Bütefisch, chimico tedesco († 1969)
- 24 febbraio - Willie Moretti, mafioso italiano († 1951)
- 25 febbraio - Meher Baba, indiano († 1969)
- 25 febbraio - Arthur Fauville, psicologo belga († 1974)
- 25 febbraio - Sven Malm, velocista svedese († 1974)
- 25 febbraio - Carlos Saco, compositore e chitarrista peruviano († 1935)
- 25 febbraio - Hilmar Wictorin, pallanuotista svedese († 1964)
- 26 febbraio - Wilhelm Bittrich, generale tedesco († 1979)
- 26 febbraio - Alejandro Elordi, calciatore argentino
- 26 febbraio - James A. FitzPatrick, regista, sceneggiatore e produttore cinematografico statunitense († 1980)
- 26 febbraio - Tiny Sandford, attore statunitense († 1961)
- 26 febbraio - Michele Valenti, politico italiano († 1949)
- 27 febbraio - Tom Abdo, giocatore di poker statunitense († 1967)
- 27 febbraio - Robert Siohan, compositore e direttore d'orchestra francese († 1985)
- 28 febbraio - Aïcha Goblet, modella, attrice teatrale e danzatrice francese († 1972)
- 28 febbraio - Ben Hecht, sceneggiatore statunitense († 1964)
- 28 febbraio - Ettore Rossi, architetto e dirigente sportivo italiano († 1968)
- 28 febbraio - Joseph May Swing, generale statunitense († 1984)

## Marzo(108)
- 1º marzo - Ugo Costamagna, generale italiano († 1967)
- 1º marzo - Gabriele Marzano, archeologo e avvocato italiano († 1980)
- 1º marzo - Hans Orlowski, pittore e incisore tedesco († 1967)
- 1º marzo - Guido Puccio, giornalista, anglista e scrittore italiano († 1980)
- 1º marzo - Leonida Schiona, aviatore italiano († 1984)
- 2 marzo - Renata Borgatti, pianista italiana († 1964)
- 2 marzo - Hans Jüttner, generale tedesco († 1965)
- 2 marzo - Minoru Murata, regista e attore giapponese († 1937)
- 2 marzo - Aleksandr Ivanovič Oparin, biochimico russo († 1980)
- 3 marzo - Ethel Grandin, attrice statunitense († 1988)
- 3 marzo - Otto Kähler, ammiraglio tedesco († 1967)
- 3 marzo - Gorō Yamada, allenatore di calcio e calciatore giapponese († 1958)
- 4 marzo - Gabriele Tergit, giornalista e scrittrice tedesca († 1982)
- 5 marzo - Adriano Bacula, militare e aviatore italiano († 1938)
- 5 marzo - Viola Barry, attrice statunitense († 1964)
- 5 marzo - Henry Daniell, attore britannico († 1963)
- 5 marzo - Louis Finet, cavaliere belga
- 5 marzo - Josep Maria de Sagarra, poeta, scrittore e traduttore spagnolo († 1961)
- 6 marzo - Hans Boelsen, generale tedesco († 1960)
- 6 marzo - Marcos Croce, calciatore argentino († 1978)
- 6 marzo - Gennaro De Matteis, militare e ingegnere italiano († 1984)
- 6 marzo - Luigi Gianturco, avvocato e politico italiano († 1972)
- 6 marzo - Edgar Julius Jung, avvocato e scrittore tedesco († 1934)
- 6 marzo - Elia Antonio Liut, militare e aviatore italiano († 1952)
- 6 marzo - Wilhelm Röttger, boia tedesco († 1946)
- 7 marzo - Marcel Déat, politico francese († 1955)
- 7 marzo - Gilbert Warrenton, direttore della fotografia statunitense († 1980)
- 8 marzo - Wäinö Aaltonen, scultore e pittore finlandese († 1966)
- 8 marzo - Rudolf E. Langer, matematico e statistico statunitense († 1968)
- 9 marzo - Aage Brix, calciatore statunitense († 1963)
- 9 marzo - Giovanni Inghilleri, baritono italiano († 1959)
- 9 marzo - Giovanni Panza, pittore italiano († 1989)
- 10 marzo - Frode Bjerkholt, calciatore norvegese († 1974)
- 10 marzo - Alessandro Brenci, ingegnere, politico e antifascista italiano († 1970)
- 10 marzo - Adolfo Romano, scultore e pittore italiano († 1972)
- 10 marzo - Dagny Servaes, attrice tedesca († 1961)
- 10 marzo - Joseph Marie Xavier de Sévin, generale e aviatore francese († 1963)
- 11 marzo - René Bauwens, pallanuotista belga († 1959)
- 11 marzo - Vilmos Engel, calciatore ungherese († 1970)
- 11 marzo - Otto Grotewohl, politico tedesco († 1964)
- 11 marzo - Emil Thuy, aviatore e ufficiale tedesco († 1930)
- 13 marzo - Luigi Gori, militare e aviatore italiano († 1917)
- 13 marzo - Armand Halmos, calciatore e allenatore di calcio ungherese
- 13 marzo - Renzo Montagna, generale italiano († 1978)
- 13 marzo - Turu Rizzo, pallanuotista maltese († 1961)
- 14 marzo - Engelbert Besednjak, politico, pubblicista e avvocato sloveno († 1968)
- 14 marzo - Ambrogio Levati, ginnasta italiano († 1963)
- 14 marzo - Ivo Levi, generale italiano († 1966)
- 14 marzo - Heikki Liimatainen, mezzofondista finlandese († 1980)
- 14 marzo - Hartley Power, attore statunitense († 1966)
- 14 marzo - Vladimir Kiriakovič Triandafillov, generale sovietico († 1931)
- 15 marzo - Vilmos Aba Novák, pittore e incisore ungherese († 1942)
- 15 marzo - István Csáky, politico ungherese († 1941)
- 15 marzo - Alberto Legnani, architetto italiano († 1958)
- 15 marzo - Rinaldo Loy, militare italiano († 1940)
- 15 marzo - Rose Pauly, soprano ungherese († 1975)
- 16 marzo - Roberto Corsini, pittore, intarsiatore e fotografo italiano († 1945)
- 16 marzo - Adevildo De Marchi, calciatore italiano († 1965)
- 16 marzo - Gene Havlick, montatore statunitense († 1959)
- 16 marzo - Emory Johnson, attore e regista statunitense († 1960)
- 16 marzo - Ottavio Piccinini, allenatore di calcio italiano († 1952)
- 16 marzo - Ėsfir' Il'inična Šub, regista e montatrice sovietica († 1959)
- 17 marzo - Badlishah di Kedah, sovrano malese († 1958)
- 17 marzo - Giuseppe Bosia, politico italiano († 1988)
- 17 marzo - Paul Green, commediografo e sceneggiatore statunitense († 1981)
- 18 marzo - Ramon Fernandez, scrittore, giornalista e critico letterario francese († 1944)
- 18 marzo - Costantino Palmieri, militare italiano († 1916)
- 18 marzo - Mario Volpe, attore, regista e sceneggiatore italiano († 1968)
- 19 marzo - Joseph Kane, regista, montatore e produttore cinematografico statunitense († 1975)
- 19 marzo - Sabiha Sultan, principessa ottomana († 1971)
- 19 marzo - Frank Shea, velocista statunitense († 1978)
- 20 marzo - Jan Hendrik Hofmeyr, politico sudafricano († 1948)
- 20 marzo - Hans Langsdorff, militare tedesco († 1939)
- 20 marzo - Hermine Sterler, attrice tedesca († 1982)
- 20 marzo - Edwin Tietjens, psichiatra tedesco († 1944)
- 22 marzo - Vasyl' Dmytrovyč Jermylov, pittore ucraino († 1968)
- 22 marzo - Osvaldo Licini, pittore e scrittore italiano († 1958)
- 22 marzo - Luigi Tirelli, agronomo italiano († 1974)
- 22 marzo - Ferruccio Vecchi, scultore e militare italiano († 1960)
- 23 marzo - Roberto Iras Baldessari, pittore e incisore italiano († 1965)
- 23 marzo - Arthur Grimsdell, calciatore inglese († 1963)
- 23 marzo - Salvadora Medina Onrubia, giornalista, scrittrice e attivista argentina († 1972)
- 23 marzo - Tom Newman, giocatore di snooker inglese († 1943)
- 24 marzo - Maria Elia De Seta Pignatelli, nobile e agente segreto italiano († 1968)
- 24 marzo - Elsa Respighi, compositrice, pianista e scrittrice italiana († 1996)
- 24 marzo - Alice Rühle-Gerstel, scrittrice e psicologa tedesca († 1943)
- 25 marzo - Pasquale Di Pietro, ciclista su strada italiano
- 26 marzo - Guido Boni, ginnasta italiano († 1956)
- 26 marzo - Teodoro Capocci, militare italiano († 1916)
- 26 marzo - Frank Kriz, ginnasta statunitense († 1955)
- 26 marzo - Viorica Ursuleac, soprano rumeno († 1985)
- 26 marzo - Will Wright, attore statunitense († 1962)
- 27 marzo - René Fonck, aviatore francese († 1953)
- 27 marzo - Giuseppe Gorni, pittore, scultore e incisore italiano († 1975)
- 27 marzo - Tita Mozzoni, pittore italiano († 1986)
- 28 marzo - Wallace Carlson, regista statunitense († 1967)
- 28 marzo - Giuseppe Forlivesi, allenatore di calcio e calciatore italiano († 1971)
- 28 marzo - Alessandro Ghena, calciatore italiano († 1919)
- 28 marzo - Ernst Lindemann, militare e marinaio tedesco († 1941)
- 28 marzo - Nils Svenningsen, diplomatico danese († 1985)
- 29 marzo - Franz Planer, direttore della fotografia austriaco († 1963)
- 30 marzo - Roland Bainton, teologo inglese († 1984)
- 30 marzo - Tommy Green, marciatore britannico († 1975)
- 30 marzo - Sergej Vladimirovič Il'jušin, ingegnere sovietico († 1977)
- 30 marzo - Samson Raphaelson, sceneggiatore e commediografo statunitense († 1983)
- 31 marzo - Antonín Hojer, calciatore cecoslovacco († 1964)
- 31 marzo - Guido Poli, militare italiano († 1917)
- 31 marzo - Carl Poppe, calciatore norvegese († 1940)

## Aprile(110)
- 1º aprile - Paul Pierre Méouchi, cardinale e patriarca cattolico libanese († 1975)
- 1º aprile - Aurelio Nicolodi, educatore italiano († 1950)
- 1º aprile - Ernesto Vighi, scultore italiano († 1950)
- 1º aprile - Eduard Wagner, generale tedesco († 1944)
- 2 aprile - Pietro Bianchi, calciatore italiano
- 2 aprile - Corrado Saralvo, antifascista e superstite dell'Olocausto italiano († 1983)
- 2 aprile - Georgij Michajlovič Stabovoj, regista cinematografico ucraino († 1968)
- 3 aprile - Ángela Ginard Martí, religiosa spagnola († 1936)
- 3 aprile - Dora Russell, attivista e scrittrice britannica († 1986)
- 4 aprile - Ashton Dearholt, attore e produttore cinematografico statunitense († 1942)
- 4 aprile - Amerigo Dumini, militare italiano († 1967)
- 5 aprile - John Bevan, militare britannico († 1978)
- 5 aprile - Carl Rudolf Florin, botanico svedese († 1965)
- 5 aprile - Andrée e Suzanne Lumière, attrice francese († 1918)
- 6 aprile - Gertrude Baines, supercentenaria statunitense († 2009)
- 6 aprile - Luigi Rusca, traduttore, scrittore e dirigente d'azienda italiano († 1986)
- 7 aprile - Julio Bavastro, calciatore e militare uruguaiano († 1918)
- 7 aprile - Armand Boppart, pallanuotista svizzero († 1975)
- 7 aprile - Louis Plack Hammett, chimico e fisico statunitense († 1987)
- 7 aprile - Umberto Mancini, compositore e direttore d'orchestra italiano († 1954)
- 7 aprile - Miyagi Michio, musicista giapponese († 1956)
- 8 aprile - Perce Blackborow, esploratore e marinaio gallese († 1949)
- 8 aprile - Erik Charell, regista, sceneggiatore e attore tedesco († 1974)
- 8 aprile - Baynard Kendrick, scrittore statunitense († 1977)
- 8 aprile - Raffaele Schiavina, anarchico italiano († 1987)
- 8 aprile - Raymond Schwartz, scrittore e esperantista francese († 1973)
- 9 aprile - Pedro Flores, compositore portoricano († 1979)
- 9 aprile - Jean Gounot, ginnasta francese († 1978)
- 9 aprile - Chico Netto, calciatore e allenatore di calcio brasiliano († 1959)
- 9 aprile - Camil Petrescu, scrittore e filosofo rumeno († 1957)
- 9 aprile - Gerhard Schmidhuber, generale tedesco († 1945)
- 9 aprile - Keiji Shibasaki, ammiraglio giapponese († 1943)
- 10 aprile - Oscar Bongard, calciatore francese
- 10 aprile - Walter Neumann-Silkow, generale tedesco († 1941)
- 10 aprile - Ben Nicholson, pittore britannico († 1982)
- 10 aprile - Archibald Roosevelt, ufficiale statunitense († 1979)
- 10 aprile - Alwin Thurm, aviatore tedesco († 1917)
- 11 aprile - Frank Berryman, generale australiano († 1981)
- 11 aprile - Giuseppe De Marco, aviatore e militare italiano († 1980)
- 11 aprile - Roberto Lordi, generale italiano († 1944)
- 11 aprile - Luigi Ridolfi, militare e aviatore italiano († 1919)
- 11 aprile - Dante Sciacqui, basso italiano († 1986)
- 12 aprile - Luigi Aversano, pittore e militare italiano († 1978)
- 12 aprile - Francisco Craveiro Lopes, generale e politico portoghese († 1964)
- 12 aprile - Lionello Fiumi, poeta italiano († 1973)
- 12 aprile - Billy Miske, pugile statunitense († 1924)
- 13 aprile - Arthur Fadden, politico australiano († 1973)
- 13 aprile - Luba Mirella, soprano italiano († 1972)
- 13 aprile - Alberto Montacchini, fotografo e attore teatrale italiano († 1956)
- 13 aprile - Enzo Pensotti, calciatore italiano († 1969)
- 15 aprile - Nikita Sergeevič Chruščëv, politico e militare sovietico († 1971)
- 15 aprile - William Birrell Franke, politico statunitense († 1979)
- 15 aprile - Joseph Augustin Hagendorens, missionario e vescovo cattolico belga († 1976)
- 15 aprile - Bessie Smith, cantante statunitense († 1937)
- 16 aprile - Friedrich-Jobst Volckamer von Kirchensittenbach, generale tedesco († 1989)
- 16 aprile - Jerzy Neyman, statistico polacco († 1981)
- 17 aprile - Marcello Consiglio, dirigente sportivo e calciatore italiano († 1932)
- 17 aprile - Vivian Reed, attrice statunitense († 1989)
- 17 aprile - Josef Rovenský, attore e regista ceco († 1937)
- 17 aprile - Boris Ščukin, attore sovietico († 1939)
- 18 aprile - Leonarda Cianciulli, serial killer italiana († 1970)
- 18 aprile - Gerardo De Angelis, militare, sceneggiatore e partigiano italiano († 1944)
- 18 aprile - Mikio Hayakawa, ammiraglio giapponese († 1944)
- 19 aprile - Carlo Achatzi, allenatore di calcio e calciatore austriaco († 1968)
- 19 aprile - Arturo Bonucci, violoncellista italiano († 1964)
- 19 aprile - Gustav von Vaerst, generale tedesco († 1975)
- 20 aprile - Joseph Delteil, scrittore e poeta francese († 1978)
- 20 aprile - Martinus Nijhoff, scrittore e poeta olandese († 1953)
- 20 aprile - Enrico Prampolini, pittore, scultore e scenografo italiano († 1956)
- 21 aprile - Marco Muggiani, cestista, allenatore di pallacanestro e dirigente sportivo italiano († 1963)
- 21 aprile - Ettore Viola, militare e politico italiano († 1986)
- 21 aprile - Satyu Yamaguti, entomologo giapponese († 1976)
- 21 aprile - Iliazd, artista sovietico († 1975)
- 22 aprile - Vincenzo Contratti, militare e aviatore italiano († 1918)
- 22 aprile - Umberto Pace, militare italiano († 1915)
- 22 aprile - Max Weinreich, linguista russo († 1969)
- 22 aprile - Lizzie van Zyl, sudafricana († 1901)
- 23 aprile - Frank Borzage, regista, attore e produttore cinematografico statunitense († 1962)
- 23 aprile - Tetsu Komai, attore giapponese († 1970)
- 23 aprile - Zosimo Marinelli, ingegnere e antifascista italiano († 1944)
- 23 aprile - Georges Renavent, attore francese († 1969)
- 24 aprile - Attilio Buratti, calciatore e allenatore di calcio italiano († 1936)
- 24 aprile - Kathryn O'Loughlin McCarthy, politica statunitense († 1952)
- 24 aprile - Gustav Schmidt, generale tedesco († 1943)
- 24 aprile - János Wenk, nuotatore e pallanuotista ungherese († 1962)
- 24 aprile - Walter von Bülow-Bothkamp, militare e aviatore tedesco († 1918)
- 25 aprile - Lorenzo Gasparri, ammiraglio italiano († 1943)
- 25 aprile - Federico Grifeo, militare italiano († 1917)
- 25 aprile - Paul-Henri Michel, storico della filosofia francese († 1964)
- 26 aprile - Rudolf Hess, politico e generale tedesco († 1987)
- 26 aprile - Thomas Schmit, calciatore lussemburghese († 1944)
- 27 aprile - Lajos Kovács, allenatore di calcio e calciatore ungherese († 1973)
- 27 aprile - Pier Luigi Passoni, partigiano e politico italiano († 1969)
- 27 aprile - George Petty, illustratore statunitense († 1975)
- 27 aprile - Nikolaj Leonidovič Slonimskij, compositore, musicista e critico musicale russo († 1995)
- 28 aprile - Fritz Freitag, generale tedesco († 1945)
- 28 aprile - Carlo Maggi, calciatore italiano
- 28 aprile - Paolo Molnar C., pittore e incisore ungherese († 1981)
- 28 aprile - Warren Newcombe, effettista statunitense († 1960)
- 28 aprile - Teodor Regedziński, scacchista polacco († 1954)
- 28 aprile - Bruno Roghi, giornalista italiano († 1962)
- 29 aprile - Marietta Blau, fisica austriaca († 1970)
- 29 aprile - Joop Boutmy, calciatore olandese († 1972)
- 29 aprile - Paul Hörbiger, attore austriaco († 1981)
- 30 aprile - Herbert Vere Evatt, avvocato e politico australiano († 1965)
- 30 aprile - Alfredo Martín, calciatore argentino († 1955)
- 30 aprile - Luigi Achille Olivari, pallanuotista italiano
- 30 aprile - George Henry Hamilton Tate, zoologo e botanico statunitense († 1953)
- 30 aprile - Giuseppe Ticozzelli, ciclista su strada, allenatore di calcio e calciatore italiano († 1962)
- 30 aprile - Uberto Salvatore d'Asburgo-Lorena, nobile austriaco († 1971)

## Maggio(103)
- 1º maggio - Luigi Barbesino, calciatore, allenatore di calcio e aviatore italiano († 1941)
- 1º maggio - Patsy De Forest, attrice statunitense († 1966)
- 1º maggio - Semën Vasil'evič Ėl'ger, poeta, scrittore e saggista russo († 1966)
- 1º maggio - Manlio Faggella, avvocato, filologo e traduttore italiano († 1978)
- 1º maggio - Maria Restituta Kafka, religiosa austriaca († 1943)
- 1º maggio - Raffaele Martinetti-Bianchi, nobile italiano († 1962)
- 2 maggio - Michele Busiri Vici, architetto e urbanista italiano († 1981)
- 2 maggio - Antonio Pavan, politico italiano († 1953)
- 2 maggio - István Priboj, allenatore di calcio e calciatore ungherese († 1957)
- 2 maggio - Norma Talmadge, attrice e produttrice cinematografica statunitense († 1957)
- 3 maggio - Giuseppe Riva, politico italiano († 1979)
- 4 maggio - William Ashurst, calciatore inglese († 1947)
- 4 maggio - Harry Kahne, illusionista statunitense († 1955)
- 5 maggio - August Dvorak, psicologo e insegnante statunitense († 1975)
- 5 maggio - Giacomo Ciro Turra, calciatore e arbitro di calcio italiano († 1928)
- 6 maggio - Carlo Aldini, attore e produttore cinematografico italiano († 1961)
- 6 maggio - Ortensio Banzola, pittore italiano († 1950)
- 7 maggio - Sotero Aranguren, calciatore argentino († 1922)
- 7 maggio - Francis John Brennan, cardinale statunitense († 1968)
- 7 maggio - Georg Keppler, generale tedesco († 1966)
- 8 maggio - Ildebrando Gregori, presbitero italiano († 1985)
- 8 maggio - Friedrich Wilhelm Krüger, generale tedesco († 1945)
- 8 maggio - Margherita d'Asburgo-Lorena, principessa († 1986)
- 8 maggio - Miguel Matamoros, musicista e compositore cubano († 1971)
- 9 maggio - Benjamin Graham, economista e imprenditore statunitense († 1976)
- 9 maggio - Giacomo Zanussi, generale italiano († 1966)
- 10 maggio - Antonio Berardi, politico italiano († 1975)
- 10 maggio - Paul Dujardin, pallanuotista francese († 1959)
- 10 maggio - Silvio Fantuzzi, politico e partigiano italiano († 1960)
- 10 maggio - Antonio Lorenzini, funzionario italiano († 1966)
- 10 maggio - Kadye Molodowsky, poetessa e scrittrice statunitense († 1975)
- 10 maggio - Elvira Popescu, attrice rumena († 1993)
- 10 maggio - Dimitri Tiomkin, musicista, pianista e compositore russo († 1979)
- 11 maggio - Ellsworth Bunker, diplomatico statunitense († 1984)
- 11 maggio - Adriaan Dijxhoorn, militare e politico olandese († 1953)
- 11 maggio - Martha Graham, danzatrice e coreografa statunitense († 1991)
- 11 maggio - Anton Mussert, ingegnere e politico olandese († 1946)
- 11 maggio - Egidio Rovelli, calciatore italiano († 1918)
- 11 maggio - Carl Seelig, scrittore e mecenate svizzero († 1962)
- 11 maggio - Ferdinand Swatosch, allenatore di calcio e calciatore austriaco († 1974)
- 11 maggio - Guido Tallone, pittore italiano († 1967)
- 11 maggio - Carolina Matilde di Schleswig-Holstein-Sonderburg-Glücksburg, principessa tedesca († 1972)
- 12 maggio - Clemente Primieri, generale italiano († 1981)
- 13 maggio - Ásgeir Ásgeirsson, politico islandese († 1972)
- 13 maggio - Eino Kettunen, compositore e paroliere finlandese († 1964)
- 13 maggio - Carl Püchler, generale tedesco († 1949)
- 13 maggio - Elia Rizzi, calciatore italiano
- 14 maggio - Alfred Aberdam, pittore ucraino († 1963)
- 14 maggio - Vincenzo Bavaro, politico italiano († 1974)
- 14 maggio - Algeri Marino, ingegnere italiano († 1967)
- 15 maggio - Josef Jacobs, militare e aviatore tedesco († 1978)
- 15 maggio - Consuelo Kanaga, fotografa e scrittrice statunitense († 1978)
- 15 maggio - Peter Martin Lampel, scrittore, sceneggiatore e drammaturgo tedesco († 1965)
- 15 maggio - Fred Murray, ostacolista statunitense († 1973)
- 15 maggio - Ture Ödlund, giocatore di curling svedese († 1942)
- 15 maggio - Marion Sunshine, attrice e cantante statunitense († 1963)
- 16 maggio - Hermann Muhs, politico tedesco († 1962)
- 16 maggio - Joan Salvat Papasseit, poeta spagnolo († 1924)
- 17 maggio - Daniel Bouckaert, cavaliere belga († 1965)
- 17 maggio - Raymond Brownell, aviatore australiano († 1974)
- 17 maggio - Jānis Sudrabkalns, scrittore lettone († 1975)
- 18 maggio - Giorgio Ascarelli, imprenditore e dirigente sportivo italiano († 1930)
- 18 maggio - Charles Oliver Bell, calciatore e allenatore di calcio inglese († 1939)
- 18 maggio - Bobby Benson, hockeista su ghiaccio canadese († 1965)
- 18 maggio - Marcel Hussaud, pallanuotista francese († 1960)
- 19 maggio - Armando Carito, calciatore italiano († 1917)
- 19 maggio - Nicolò De Carli, militare e politico italiano († 1937)
- 19 maggio - Lothar Mendes, regista, sceneggiatore e attore inglese († 1974)
- 19 maggio - Heinz Ziegler, generale tedesco († 1972)
- 20 maggio - Rose Cohen, giornalista inglese († 1937)
- 20 maggio - Alberto Maria Ghisalberti, storico e antifascista italiano († 1986)
- 20 maggio - Francesco Mercoli, sollevatore italiano († 1959)
- 20 maggio - Estelle Taylor, attrice statunitense († 1958)
- 21 maggio - Regina Cassolo Bracchi, scultrice italiana († 1974)
- 21 maggio - Pedro Etchegoyen, calciatore uruguaiano
- 21 maggio - Mickey MacKay, hockeista su ghiaccio statunitense († 1940)
- 21 maggio - Angiolo Mazzoni, ingegnere e architetto italiano († 1979)
- 21 maggio - Giuseppe Morando, calciatore italiano († 1939)
- 22 maggio - Giulio Allori, pittore italiano († 1966)
- 22 maggio - Marco Elter, regista e sceneggiatore italiano († 1945)
- 22 maggio - Friedrich Pollock, sociologo e filosofo tedesco († 1970)
- 22 maggio - Angelo Giuseppe Zancanaro, militare e partigiano italiano († 1944)
- 23 maggio - Michele Barbaro, politico italiano († 1965)
- 23 maggio - Enrico Marchesano, dirigente d'azienda italiano († 1967)
- 24 maggio - Damiano Chiesa, militare e patriota italiano († 1916)
- 24 maggio - Vincenzo D'Annibale, pianista, compositore e direttore d'orchestra italiano († 1950)
- 24 maggio - Hu Xiansu, botanico cinese († 1968)
- 24 maggio - Antonio Molinaroli, politico italiano († 1972)
- 24 maggio - Vidar Stenborg, calciatore svedese († 1960)
- 25 maggio - John Tiltman, crittografo britannico († 1982)
- 26 maggio - Paul Lukas, attore ungherese († 1971)
- 26 maggio - Casimiro Piccolo, pittore, esoterista e sensitivo italiano († 1970)
- 27 maggio - Louis-Ferdinand Céline, scrittore, medico e militare francese († 1961)
- 27 maggio - Dashiell Hammett, scrittore e investigatore statunitense († 1961)
- 27 maggio - Vera Orlova, attrice russa († 1977)
- 28 maggio - Mario Carillo, attore italiano († 1970)
- 28 maggio - Italo Stegher, militare italiano († 1917)
- 29 maggio - Ernesto Boglietti, calciatore argentino
- 29 maggio - Beatrice Lillie, attrice canadese († 1989)
- 29 maggio - Donald Walter Gordon Murray, chirurgo canadese († 1976)
- 29 maggio - Josef von Sternberg, regista, sceneggiatore e produttore cinematografico austriaco († 1969)
- 31 maggio - Fred Allen, comico e attore statunitense († 1956)
- 31 maggio - Guido Della Valle, calciatore italiano († 1915)

## Giugno(103)
- 1º giugno - Dušan Milošević, calciatore, nuotatore e velocista serbo († 1967)
- 1º giugno - Luigi Rocco, politico italiano († 1951)
- 2 giugno - Arnaldo Berni, militare italiano († 1918)
- 2 giugno - Massimo Del Fante, politico e imprenditore italiano († 1971)
- 2 giugno - Karl Erckert, politico italiano († 1955)
- 2 giugno - Jean Gachet, pugile francese († 1968)
- 2 giugno - Lal Hilditch, calciatore e allenatore di calcio inglese († 1977)
- 2 giugno - Erich Römer, hockeista su ghiaccio tedesco († 1987)
- 2 giugno - Philippus Bernardus Maria van Straelen, militare olandese († 1942)
- 3 giugno - Madison Cooper, scrittore e filantropo statunitense († 1956)
- 3 giugno - Robert Fischer, calciatore svizzero († 1918)
- 3 giugno - Otakar Mazal, calciatore cecoslovacco († 1941)
- 4 giugno - Gabriel Pascal, produttore cinematografico e regista ungherese († 1954)
- 4 giugno - Giovanni Roveda, antifascista, sindacalista e politico italiano († 1962)
- 5 giugno - James Glenn Beall, politico statunitense († 1971)
- 5 giugno - Józef Lipski, diplomatico polacco († 1958)
- 5 giugno - Giuseppe Tucci, orientalista, esploratore e storico delle religioni italiano († 1984)
- 6 giugno - Harry Greb, pugile statunitense († 1926)
- 6 giugno - Violet Trefusis, scrittrice e filantropa britannica († 1972)
- 7 giugno - Berta Boncza, scrittrice ungherese († 1934)
- 7 giugno - Florentin Bonnet, aviatore francese († 1929)
- 7 giugno - Henry Molinari, politico e calciatore italiano († 1958)
- 7 giugno - Aleksandr Nilolaevič Prokof'ev-Severskij, aviatore e progettista russo († 1974)
- 8 giugno - Domenico De' Paoli, compositore italiano († 1985)
- 8 giugno - Alois Irlmaier, militare tedesco († 1959)
- 8 giugno - Erwin Schulhoff, compositore e pianista cecoslovacco († 1942)
- 9 giugno - Nedo Nadi, schermidore, maestro di scherma e dirigente sportivo italiano († 1940)
- 10 giugno - Sinclair Hill, regista e sceneggiatore inglese († 1945)
- 10 giugno - Igor' Konstantinovič Romanov, nobile russo († 1918)
- 11 giugno - Audun Rusten, nuotatore norvegese († 1957)
- 11 giugno - Eulalie Spence, scrittrice, docente e regista statunitense († 1981)
- 11 giugno - Kiichirō Toyoda, imprenditore giapponese († 1952)
- 11 giugno - Dai Vernon, illusionista canadese († 1992)
- 12 giugno - Giordano Bruno Granzarolo, militare e aviatore italiano († 1948)
- 13 giugno - Mark Van Doren, poeta e critico letterario statunitense († 1972)
- 13 giugno - Tay Garnett, regista, sceneggiatore e produttore cinematografico statunitense († 1977)
- 13 giugno - Leo Kanner, psichiatra austriaco († 1981)
- 13 giugno - Jacques Henri Lartigue, fotografo e pittore francese († 1986)
- 13 giugno - Watson Washburn, tennista statunitense († 1973)
- 13 giugno - Francis Pélissier, ciclista su strada e dirigente sportivo francese († 1959)
- 13 giugno - Angelo Sansoni, calciatore italiano († 1982)
- 13 giugno - Karl Schöchlin, canottiere svizzero († 1974)
- 13 giugno - Frithjof Tønnesen, calciatore norvegese († 1959)
- 14 giugno - Jack Adams, hockeista su ghiaccio e allenatore di hockey su ghiaccio canadese († 1968)
- 14 giugno - Raffaele Elia, politico italiano († 1981)
- 14 giugno - Jan Borisovič Gamarnik, generale e politico sovietico († 1937)
- 14 giugno - Maria Adelaide di Lussemburgo, nobildonna († 1924)
- 14 giugno - José Carlos Mariátegui, giornalista, sociologo e politico peruviano († 1930)
- 14 giugno - Heddle Nash, tenore inglese († 1961)
- 14 giugno - Benito Perojo, regista e produttore cinematografico spagnolo († 1974)
- 15 giugno - Robert Russell Bennett, compositore e arrangiatore statunitense († 1981)
- 15 giugno - Nikolaj Grigor'evič Čebotarëv, matematico sovietico († 1947)
- 15 giugno - Salvatore Scoca, magistrato e politico italiano († 1962)
- 15 giugno - Philip Vian, ammiraglio britannico († 1968)
- 16 giugno - Luigi Arcangeli, pilota automobilistico e pilota motociclistico italiano († 1931)
- 16 giugno - Norman Kerry, attore statunitense († 1956)
- 16 giugno - Tamara de Lempicka, pittrice polacca († 1980)
- 16 giugno - Peggy O'Neil, attrice e cantante irlandese († 1960)
- 16 giugno - David Rittenhouse, aviatore e militare statunitense († 1962)
- 16 giugno - Mahmud Taymur, scrittore egiziano († 1973)
- 16 giugno - Fëdor Ivanovič Tolbuchin, generale sovietico († 1949)
- 17 giugno - Sidney Cotton, inventore e fotografo australiano († 1969)
- 17 giugno - Roberto Gera, arbitro di calcio, calciatore e dirigente sportivo italiano
- 18 giugno - Leonid Ivanovič Dobyčin, scrittore lettone († 1936)
- 18 giugno - Ernst Ullring, militare e inventore norvegese († 1953)
- 19 giugno - David Andersen, calciatore norvegese († 1964)
- 20 giugno - Attilio De Cicco, avvocato, diplomatico e politico italiano († 1957)
- 20 giugno - Amelia Pontremoli, italiana († 1944)
- 20 giugno - Joachim von Tresckow, generale tedesco († 1958)
- 21 giugno - Virginia Andreescu Haret, architetta rumena († 1962)
- 21 giugno - Olinda Bozán, attrice argentina († 1977)
- 21 giugno - Milward Kennedy, giornalista, scrittore e critico letterario inglese († 1968)
- 21 giugno - Geremia Re, pittore italiano († 1950)
- 22 giugno - Nino Bellini, attore italiano († 1964)
- 22 giugno - Manuel Gallego, militare spagnolo († 1965)
- 23 giugno - Edoardo VIII del Regno Unito, re britannico († 1972)
- 23 giugno - Alfred Kinsey, biologo e sessuologo statunitense († 1956)
- 24 giugno - Louis Henin, ginnasta belga
- 24 giugno - Leo Brandi, attore, cantante e comico italiano († 1959)
- 24 giugno - Luciano De Feo, critico cinematografico italiano († 1974)
- 25 giugno - Joseph Attipetty, arcivescovo cattolico indiano († 1970)
- 25 giugno - Hermann Oberth, fisico tedesco († 1989)
- 25 giugno - Dimităr Pešev, politico bulgaro († 1973)
- 25 giugno - Nazli Sabri, regina egiziana († 1978)
- 26 giugno - Ezio Amadeo, politico italiano († 1978)
- 26 giugno - Paolo Bentivoglio, politico, antifascista e attivista italiano († 1965)
- 26 giugno - Erik Dahlström, calciatore svedese († 1953)
- 26 giugno - Antonio Greppi, politico, scrittore e commediografo italiano († 1982)
- 26 giugno - Robert Spears, criminale statunitense († 1969)
- 27 giugno - Antonio Brosa, violinista spagnolo († 1979)
- 28 giugno - Gilberto Errera, militare, aviatore e ingegnere italiano († 1966)
- 28 giugno - Einar Hille, matematico statunitense († 1980)
- 28 giugno - Francis Hunter, tennista statunitense († 1981)
- 28 giugno - Alessandro Marcello Del Majno, militare e antifascista italiano († 1980)
- 28 giugno - Alice D.G. Miller, sceneggiatrice statunitense († 1985)
- 28 giugno - Allardyce Nicoll, storico della letteratura inglese († 1976)
- 28 giugno - Abram Matveevič Room, regista sovietico († 1976)
- 28 giugno - Hugh Stanislaus Stange, scrittore, compositore e regista statunitense († 1966)
- 28 giugno - Yngvar Tørnros, calciatore norvegese († 1967)
- 28 giugno - Lois Wilson, attrice statunitense († 1988)
- 29 giugno - Charles C. Wilson, attore statunitense († 1948)
- 30 giugno - Clyde Bruckman, scrittore, sceneggiatore e regista cinematografico statunitense († 1955)
- 30 giugno - Sebastian Festner, aviatore e militare tedesco († 1917)

## Luglio(114)
- 1º luglio - Isaak Ėmmanuilovič Babel', giornalista, drammaturgo e scrittore sovietico († 1940)
- 1º luglio - Roger Masson, militare svizzero († 1967)
- 1º luglio - Giovanni Zini, calciatore italiano († 1915)
- 2 luglio - André Kertész, fotografo ungherese († 1985)
- 2 luglio - Vasilij Sergeevič Nemčinov, statistico russo († 1964)
- 2 luglio - Louis Williquet, sollevatore belga († 1937)
- 3 luglio - Jaime de Barros Câmara, cardinale e arcivescovo cattolico brasiliano († 1971)
- 3 luglio - Bianca Scacciati, soprano italiano († 1948)
- 4 luglio - Doc Carlson, giocatore di football americano, allenatore di pallacanestro e giocatore di baseball statunitense († 1964)
- 5 luglio - Giulio Guidoni, politico italiano († 1992)
- 5 luglio - Margarita Nelken, scrittrice, critica d'arte e politica spagnola († 1968)
- 6 luglio - Giuseppe Castelli Avolio, giurista, politico e magistrato italiano († 1966)
- 6 luglio - Edmund Lindmark, ginnasta e tuffatore svedese († 1968)
- 6 luglio - Felice Romano, calciatore e allenatore di calcio argentino († 1971)
- 6 luglio - Filippo Zappata, ingegnere aeronautico italiano († 1994)
- 7 luglio - Fritz Jacobsen, militare e aviatore tedesco († 1981)
- 7 luglio - Nino Levi, giurista e politico italiano († 1941)
- 7 luglio - Josephine Sticker, nuotatrice austriaca († 1963)
- 7 luglio - Patrick Joseph Whitney, presbitero e missionario irlandese († 1942)
- 8 luglio - Carlo Ludovico Bragaglia, regista, sceneggiatore e fotografo italiano († 1998)
- 8 luglio - Johann W. Fück, arabista e islamista tedesco († 1974)
- 8 luglio - Lee Hill, attore statunitense († 1957)
- 9 luglio - Béatrice de Camondo, cavallerizza francese († 1945)
- 9 luglio - Alessandro Coppi, avvocato e politico italiano († 1956)
- 9 luglio - Pëtr Leonidovič Kapica, fisico sovietico († 1984)
- 9 luglio - Andreas Krogh, pattinatore artistico su ghiaccio norvegese († 1964)
- 9 luglio - Percy Spencer, ingegnere e inventore statunitense († 1970)
- 10 luglio - Aldo Casalini, calciatore e allenatore di calcio italiano
- 10 luglio - Ernesto Celli, calciatore argentino († 1925)
- 10 luglio - Alma Fidora, pittrice, disegnatrice e illustratrice italiana († 1980)
- 10 luglio - Nino Giannini, regista e sceneggiatore italiano († 1978)
- 10 luglio - Nahum Goldmann, politico tedesco († 1982)
- 10 luglio - Kim Hyong-Jik, attivista coreano († 1926)
- 10 luglio - Bernhard Letterhaus, sindacalista e politico tedesco († 1944)
- 10 luglio - Jimmy McHugh, compositore statunitense († 1969)
- 10 luglio - Giusto Sardi, calciatore e arbitro di calcio italiano († 1964)
- 10 luglio - Stanley Stanger, aviatore canadese († 1967)
- 10 luglio - Stanisław Szulmiński, presbitero polacco († 1941)
- 10 luglio - Carlo Tosi, ufficiale, aviatore e avvocato italiano († 1956)
- 11 luglio - Ignacio Hidalgo de Cisneros, aviatore e generale spagnolo († 1966)
- 11 luglio - Domenico Mittica, generale e politico italiano († 1944)
- 11 luglio - Cesare Tumedei, politico e avvocato italiano († 1980)
- 11 luglio - Alberto Viviani, scrittore, poeta e giornalista italiano († 1970)
- 11 luglio - Walter Wanger, produttore cinematografico statunitense († 1968)
- 12 luglio - Tullio Biscuola, maratoneta italiano († 1963)
- 12 luglio - Francesco Lieto, calciatore italiano
- 12 luglio - Betto Lotti, pittore e incisore italiano († 1977)
- 12 luglio - Gina Moneta, attrice italiana († 1961)
- 12 luglio - Antonio Sertoli, militare italiano († 1916)
- 12 luglio - Hunt Stromberg, produttore cinematografico e regista statunitense († 1968)
- 12 luglio - Otto Wöhler, generale e criminale di guerra tedesco († 1987)
- 13 luglio - Luisa Banti, archeologa e scrittrice italiana († 1978)
- 13 luglio - Francesco Barbieri, militare italiano († 1916)
- 13 luglio - Lorenzo Valerio Bona, calciatore e dirigente d'azienda italiano († 1971)
- 13 luglio - Silvio Petrucci, giornalista e scrittore italiano († 1971)
- 14 luglio - Dave Fleischer, animatore, produttore cinematografico e regista statunitense († 1979)
- 14 luglio - Hal C. Kern, montatore statunitense († 1985)
- 14 luglio - Masaji Kitano, generale e medico giapponese († 1986)
- 14 luglio - Alberto Picco di Ulrico, militare e calciatore italiano († 1915)
- 14 luglio - Antonio Valente, architetto e scenografo italiano († 1975)
- 15 luglio - Hans Hagen, allenatore di calcio e calciatore tedesco († 1957)
- 16 luglio - Léon Camille Marius Croizat, biologo, botanico e esploratore italiano († 1982)
- 16 luglio - Vicente Lombardo Toledano, politico messicano († 1968)
- 16 luglio - Henryk Sławik, politico polacco († 1944)
- 17 luglio - Konrad von Alberti, generale tedesco († 1967)
- 17 luglio - Georges Lemaître, fisico e astronomo belga († 1966)
- 17 luglio - Eino Rastas, maratoneta finlandese († 1967)
- 17 luglio - Warren Weaver, scienziato e matematico statunitense († 1978)
- 18 luglio - Heribert von Larisch, generale tedesco († 1972)
- 18 luglio - Ivison Macadam, ingegnere scozzese († 1974)
- 19 luglio - Aleksandr Jakovlevič Chinčin, matematico sovietico († 1959)
- 19 luglio - Florence Deshon, attrice statunitense († 1922)
- 19 luglio - Khawaja Nazimuddin, politico pakistano († 1964)
- 19 luglio - Luigi Scaravelli, filosofo italiano († 1957)
- 20 luglio - Errett Lobban Cord, imprenditore e politico statunitense († 1974)
- 20 luglio - Achille Marazza, politico e antifascista italiano († 1967)
- 20 luglio - Valerio Mengarini, militare e atleta italiano († 1917)
- 20 luglio - Renato Spada, aviatore italiano († 1971)
- 20 luglio - Stefán Jóhann Stefánsson, politico islandese († 1980)
- 20 luglio - Evangelista Valli, insegnante e antifascista italiano († 1948)
- 21 luglio - Giovanni Bassi, ciclista su strada italiano († 1942)
- 21 luglio - Lenore Ulric, attrice statunitense († 1970)
- 22 luglio - Gustaf Carlson, calciatore svedese († 1942)
- 22 luglio - Oskar Maria Graf, scrittore tedesco († 1967)
- 22 luglio - Vladimir Karpovič Kotlinskij, militare russo († 1915)
- 22 luglio - María Sabina, poetessa messicana († 1985)
- 23 luglio - Dezső László, generale ungherese († 1949)
- 23 luglio - Hans Peters, scenografo britannico († 1976)
- 23 luglio - Arthur Treacher, attore britannico († 1975)
- 24 luglio - Magda Julin, pattinatrice artistica su ghiaccio svedese († 1990)
- 24 luglio - Kenneth Claiborne Royall, generale e politico statunitense († 1971)
- 25 luglio - Walter Brennan, attore statunitense († 1974)
- 25 luglio - Hans Kmoch, scacchista austriaco († 1973)
- 25 luglio - Gavrilo Princip, patriota bosniaco († 1918)
- 25 luglio - Yvonne Printemps, cantante e attrice francese († 1977)
- 25 luglio - Guiscardo Simoncini, montatore italiano († 1956)
- 26 luglio - Bo Ekelund, altista e dirigente sportivo svedese († 1983)
- 26 luglio - Aldous Huxley, scrittore e filosofo britannico († 1963)
- 26 luglio - Ferruccio Marzari, militare e aviatore italiano († 1921)
- 27 luglio - André Jousseaume, cavaliere francese († 1960)
- 27 luglio - Jan Peka, hockeista su ghiaccio ceco († 1985)
- 27 luglio - Jerzy Potulicki-Skórzewski, militare e bobbista polacco († 1950)
- 27 luglio - Théodore Ungerer, orologiaio e storico tedesco († 1935)
- 28 luglio - Freda Dudley Ward, nobildonna inglese († 1983)
- 28 luglio - Flavio Busonera, partigiano italiano († 1944)
- 28 luglio - Enrico Cottino, aviatore italiano († 1917)
- 29 luglio - Giovanni Bertinotti, calciatore italiano († 1987)
- 29 luglio - Maurice Finat, militare e aviatore francese († 1935)
- 30 luglio - Pietro Lombardi, architetto e scultore italiano († 1984)
- 31 luglio - Francesco Cogoni, vescovo cattolico italiano († 1980)
- 31 luglio - Jenny Hasselquist, ballerina e attrice svedese († 1978)
- 31 luglio - Géo Koger, paroliere francese († 1975)
- 31 luglio - Giuseppe Soldera, calciatore italiano († 1917)
- 31 luglio - Henry Wulschleger, sceneggiatore e regista francese († 1939)

## Agosto(118)
- 1º agosto - Stanley Blystone, attore statunitense († 1956)
- 1º agosto - Ottavio Bottecchia, ciclista su strada italiano († 1927)
- 1º agosto - Juan Filloy, scrittore argentino († 2000)
- 1º agosto - Kurt Wintgens, aviatore e ufficiale tedesco († 1916)
- 2 agosto - Curt Backeberg, botanico tedesco († 1966)
- 2 agosto - Paul Gailly, pallanuotista belga († 1969)
- 2 agosto - Carlo Galimberti, sollevatore e vigile del fuoco italiano († 1939)
- 2 agosto - Gyoshū Hayami, pittore giapponese († 1935)
- 2 agosto - Bertha Lutz, politica e zoologa brasiliana († 1976)
- 2 agosto - Hal Mohr, direttore della fotografia statunitense († 1974)
- 2 agosto - Kurt Mälzer, generale e criminale di guerra tedesco († 1952)
- 2 agosto - Karl Wolter, calciatore tedesco († 1959)
- 3 agosto - Harry Heilmann, giocatore di baseball statunitense († 1951)
- 3 agosto - Édouard Macquart, calciatore francese († 1983)
- 3 agosto - Carlo Stuparich, scrittore e patriota italiano († 1916)
- 4 agosto - André Devaux, velocista francese († 1981)
- 4 agosto - Josef Kuchynka, calciatore cecoslovacco († 1979)
- 4 agosto - Carlos Luz, politico brasiliano († 1961)
- 4 agosto - Willy Schwedler, calciatore tedesco († 1945)
- 5 agosto - Clare Eames, attrice statunitense († 1930)
- 7 agosto - Giuliano Gozi, politico e militare sammarinese († 1955)
- 7 agosto - Friedrich Hochbaum, generale tedesco († 1955)
- 7 agosto - Maria Martins, scultrice brasiliana († 1973)
- 7 agosto - Margaret Molesworth, tennista australiana († 1985)
- 8 agosto - Giuseppina Biggiogero Masotti, matematica italiana († 1977)
- 8 agosto - John C. B. Firth, aviatore inglese († 1931)
- 8 agosto - Zara Prima, cantante italiana († 1966)
- 9 agosto - Kathleen Lockhart, attrice britannica († 1978)
- 9 agosto - Giovanni Carlo Odino, militare e partigiano italiano († 1944)
- 10 agosto - Amerigo Contini, aviatore, militare e pittore italiano († 1957)
- 10 agosto - Alan Crosland, regista statunitense († 1936)
- 10 agosto - Manuel Fal Conde, avvocato e politico spagnolo († 1975)
- 10 agosto - Edith Johnson, attrice statunitense († 1969)
- 10 agosto - Augusto Mastrantoni, attore italiano († 1975)
- 10 agosto - Michail Michajlovič Zoščenko, scrittore russo († 1958)
- 11 agosto - Fritz Benicke, generale tedesco († 1975)
- 11 agosto - Angus Buchanan, ufficiale britannico († 1944)
- 12 agosto - Joe McCormick, hockeista su ghiaccio canadese († 1958)
- 12 agosto - Quinto Quintieri, politico italiano († 1968)
- 12 agosto - Albert Leo Schlageter, militare e politico tedesco († 1923)
- 13 agosto - Paul Blobel, militare e criminale di guerra tedesco († 1951)
- 13 agosto - Jenő Konrád, allenatore di calcio e calciatore ungherese († 1978)
- 13 agosto - Ellef Mohn, calciatore norvegese († 1974)
- 13 agosto - Leonid Alekseevič Polovinkin, compositore e pianista russo († 1949)
- 13 agosto - Martino Trulli, avvocato e politico italiano († 1968)
- 13 agosto - František Ventura, cavaliere cecoslovacco († 1969)
- 14 agosto - Jack Butler, calciatore e allenatore di calcio inglese († 1961)
- 14 agosto - Luigi Contessi, ginnasta italiano († 1967)
- 14 agosto - Allen Kearns, attore e cantante canadese († 1956)
- 15 agosto - Harry Akst, cantautore statunitense († 1963)
- 15 agosto - Arduino Matassini, ingegnere italiano († 1975)
- 15 agosto - Alberto Pincherle, storico italiano († 1979)
- 15 agosto - Billie Rhodes, attrice e produttrice cinematografica statunitense († 1988)
- 15 agosto - Şehzade Abdürrahim Hayri, principe ottomano († 1952)
- 16 agosto - Joseph A. Ball, inventore e fisico statunitense († 1951)
- 16 agosto - Alberto Roda, generale italiano († 1980)
- 17 agosto - Giulio Bertagna, dirigente d'azienda, avvocato e politico italiano († 1959)
- 17 agosto - Erik Blomberg, poeta, scrittore e critico letterario svedese († 1965)
- 17 agosto - Giovanni Cartia, avvocato e politico italiano († 1959)
- 17 agosto - Gilda Cian, poetessa e scrittrice italiana († 1968)
- 17 agosto - Clara G. McMillan, politica statunitense († 1976)
- 17 agosto - Otto Suhr, politico tedesco († 1957)
- 17 agosto - Josef Söhngen, antifascista tedesco († 1970)
- 17 agosto - Riyad al-Sulh, politico libanese († 1951)
- 18 agosto - Gustav Gihr, generale tedesco († 1959)
- 19 agosto - Costantino Ferri, compositore e direttore d'orchestra italiano († 1960)
- 19 agosto - Stefan Fryc, calciatore polacco († 1943)
- 19 agosto - André Lefèbvre, progettista e pilota automobilistico francese († 1964)
- 20 agosto - Tecla Scarano, attrice italiana († 1978)
- 20 agosto - Josef Straßberger, sollevatore tedesco († 1950)
- 21 agosto - Olive Blakeney, attrice statunitense († 1959)
- 21 agosto - Christian Schad, pittore tedesco († 1982)
- 22 agosto - Willem Arondéus, scrittore, pittore e partigiano olandese († 1943)
- 22 agosto - Jan Domela, artista olandese († 1973)
- 22 agosto - Renato Lordi, militare italiano († 1936)
- 22 agosto - Walter Rilla, attore e regista tedesco († 1980)
- 22 agosto - Clifford Smith, regista, attore e produttore cinematografico statunitense († 1937)
- 22 agosto - Jean Washer, tennista belga († 1972)
- 23 agosto - Edward H. Griffith, regista, sceneggiatore e produttore cinematografico statunitense († 1975)
- 23 agosto - Elisabetta di Urach, principessa tedesca († 1962)
- 24 agosto - Giovanni Berta, attivista italiano († 1921)
- 24 agosto - Rudolf Geiger, climatologo e meteorologo tedesco († 1981)
- 24 agosto - Robert Giertsen, velista norvegese († 1978)
- 24 agosto - Andrew Edward McKeever, militare e aviatore canadese († 1919)
- 24 agosto - Elisha Scott, allenatore di calcio e calciatore nordirlandese († 1959)
- 25 agosto - Luigi Baffa, ingegnere italiano († 1933)
- 25 agosto - Krešimir Baranović, compositore e direttore d'orchestra croato († 1975)
- 25 agosto - Alfred Berger, pattinatore artistico su ghiaccio austriaco († 1966)
- 25 agosto - Nick Winter, triplista australiano († 1955)
- 26 agosto - Fernando Bonatti, ginnasta italiano († 1974)
- 26 agosto - Aura Buzescu, attrice, regista teatrale e docente rumena († 1992)
- 26 agosto - Antonio Carminati, architetto italiano († 1970)
- 26 agosto - Antonio Chiri, militare e aviatore italiano († 1971)
- 26 agosto - Władysław Kowalski, politico e letterato polacco († 1958)
- 26 agosto - Arthur Loesser, pianista, musicologo e scrittore statunitense († 1969)
- 26 agosto - Maksim Alekseevič Purkaev, generale e politico sovietico († 1953)
- 26 agosto - Bice Rizzi, storica italiana († 1982)
- 26 agosto - Giovanna Scotto, attrice e doppiatrice italiana († 1985)
- 26 agosto - Richard Wallace, regista statunitense († 1951)
- 27 agosto - Olaf Iversen, calciatore norvegese († 1921)
- 27 agosto - André Lurçat, architetto e designer francese († 1970)
- 27 agosto - Secondo Martinetto, ciclista su strada italiano († 1968)
- 27 agosto - Charles Meredith, attore statunitense († 1964)
- 27 agosto - Dorys Mary Stenton, storica inglese († 1971)
- 27 agosto - Giuseppe Virgili, scultore e disegnatore italiano († 1968)
- 28 agosto - Joseph Bennett, attore statunitense († 1931)
- 28 agosto - Karl Böhm, direttore d'orchestra austriaco († 1981)
- 28 agosto - Vernon Victor Hickman, zoologo e aracnologo australiano († 1984)
- 29 agosto - Harold Barron, ostacolista statunitense († 1978)
- 29 agosto - Semën Il'ič Bogdanov, generale sovietico († 1960)
- 29 agosto - Pasquale Buglione, politico italiano († 1983)
- 29 agosto - Pascalina Lehnert, religiosa tedesca († 1983)
- 29 agosto - Lodovico Szathvary, dirigente sportivo italiano († 1969)
- 30 agosto - Chino Ermacora, scrittore italiano († 1957)
- 30 agosto - Gordon Fuller, allenatore di pallacanestro canadese († 1968)
- 30 agosto - Max Hodann, medico tedesco († 1946)
- 30 agosto - Pietro Ivanov, canottiere italiano († 1961)
- 31 agosto - Alfredo Ghierra, calciatore uruguaiano († 1973)

## Settembre(108)
- 1º settembre - Isabelle White, tuffatrice britannica († 1972)
- 1º settembre - John Catterall Leach, militare e marinaio britannico († 1941)
- 1º settembre - Vincenzo Lojali, vescovo cattolico italiano († 1966)
- 2 settembre - Wally Byron, hockeista su ghiaccio canadese († 1971)
- 2 settembre - Ilmari Manninen, insegnante, scrittore e etnografo finlandese († 1935)
- 2 settembre - James McCrae, allenatore di calcio e calciatore scozzese († 1974)
- 2 settembre - Joseph Roth, scrittore e giornalista austriaco († 1939)
- 2 settembre - Secondo Siviardo, calciatore, dirigente sportivo e allenatore di calcio italiano († 1965)
- 3 settembre - Benigno Aquino Sr., politico filippino († 1947)
- 3 settembre - Marie Dubas, cantante francese († 1972)
- 3 settembre - Mario Ferrari, attore e doppiatore italiano († 1974)
- 3 settembre - Giuseppe Soresina, calciatore italiano († 1975)
- 4 settembre - Orane Demazis, attrice francese († 1991)
- 4 settembre - Natalio Rivas, calciatore spagnolo
- 5 settembre - Alcides Paiva, pallanuotista brasiliano († 1959)
- 6 settembre - Pierre Dewin, pallanuotista belga
- 7 settembre - Gala Éluard Dalí, modella e artista russa († 1982)
- 7 settembre - Sunjeonghyo di Corea, sovrana coreana († 1966)
- 7 settembre - George Waggner, regista, sceneggiatore e produttore cinematografico statunitense († 1984)
- 8 settembre - William Fawcett, attore statunitense († 1974)
- 8 settembre - Willem Pijper, compositore olandese († 1947)
- 8 settembre - Ragnvald Smedvik, arbitro di calcio e calciatore norvegese († 1975)
- 9 settembre - Georges Barbot, militare e aviatore francese († 1988)
- 9 settembre - Carlos F. Borcosque, regista e sceneggiatore cileno († 1965)
- 9 settembre - Giuseppe Fossati, calciatore italiano († 1983)
- 9 settembre - Arthur Freed, produttore cinematografico, cantante e paroliere statunitense († 1973)
- 9 settembre - Hamidullah Khan, indiano († 1960)
- 9 settembre - Poul Henningsen, architetto e designer danese († 1967)
- 10 settembre - Aleksandr Petrovič Dovženko, regista sovietico († 1956)
- 10 settembre - Amarro Fiamberti, psichiatra e calciatore italiano († 1970)
- 10 settembre - Charles A. Kell, militare statunitense († 1918)
- 10 settembre - Saverio Marra, fotografo italiano († 1978)
- 10 settembre - John Quincy Stewart, astrofisico statunitense († 1972)
- 10 settembre - Vincenzo Velardi, generale e aviatore italiano († 1965)
- 11 settembre - Vincenzo Fagiuoli, dirigente pubblico italiano († 1985)
- 12 settembre - Bibhutibhushan Bandyopadhyay, scrittore indiano († 1950)
- 12 settembre - Friedrich Ebert, politico tedesco († 1979)
- 12 settembre - Billy Gilbert, attore e comico statunitense († 1971)
- 12 settembre - August Krakau, generale tedesco († 1975)
- 12 settembre - Frans Michel Penning, fisico olandese († 1953)
- 12 settembre - Kyūichi Tokuda, politico e avvocato giapponese († 1953)
- 12 settembre - Dorothy Maud Wrinch, matematica e biochimica britannica († 1976)
- 13 settembre - Ernests Blanks, scrittore e editorialista lettone († 1972)
- 13 settembre - Ramón Bucetta, calciatore uruguaiano
- 13 settembre - Paul Demiéville, sinologo e orientalista svizzero († 1979)
- 13 settembre - Thor Henning, nuotatore svedese († 1967)
- 13 settembre - John Boynton Priestley, romanziere e drammaturgo inglese († 1984)
- 13 settembre - Julian Tuwim, poeta polacco († 1953)
- 14 settembre - Gerard Bucknall, generale britannico († 1980)
- 14 settembre - Barbara Castleton, attrice statunitense († 1978)
- 14 settembre - Nicola Di Biase, ciclista su strada italiano († 1966)
- 14 settembre - Margaret Gibson, attrice statunitense († 1964)
- 14 settembre - María Grever, compositrice e paroliera messicana († 1951)
- 14 settembre - Guido D'Ippolito, pilota automobilistico italiano († 1933)
- 15 settembre - Artur Dubravčić, calciatore jugoslavo († 1969)
- 15 settembre - Chic Harley, giocatore di football americano statunitense († 1974)
- 15 settembre - Hugo Helsten, ginnasta danese († 1978)
- 15 settembre - Oskar Klein, fisico svedese († 1977)
- 15 settembre - Jean Renoir, regista, sceneggiatore e scrittore francese († 1979)
- 15 settembre - Alessandro Tarabini, politico, generale e dirigente sportivo italiano († 1949)
- 15 settembre - Victor Tcherikover, storico russo († 1958)
- 16 settembre - Estrid Ericson, architetta, designer e imprenditrice svedese († 1981)
- 16 settembre - Mario Ghiozzi, canottiere italiano († 1958)
- 16 settembre - Carlo Tirone, calciatore italiano († 1969)
- 16 settembre - Herbert Wright, lottatore britannico († 1982)
- 17 settembre - James Anderson, tennista australiano († 1973)
- 17 settembre - Friedrich Lang, aviatore austro-ungarico († 1937)
- 17 settembre - Jean Massard, calciatore lussemburghese († 1930)
- 18 settembre - Ermilo Abreu Gómez, scrittore messicano († 1971)
- 18 settembre - Fay Compton, attrice inglese († 1978)
- 18 settembre - Pёtr Repnin, attore sovietico († 1970)
- 19 settembre - Helmut Michalik, militare tedesco († 1944)
- 20 settembre - Chuck Dressen, giocatore di football americano, giocatore di baseball e allenatore di baseball statunitense († 1966)
- 20 settembre - Gladwyn Kingsley Noble, zoologo statunitense († 1940)
- 21 settembre - Silvio Appiani, militare, allenatore di calcio e calciatore italiano († 1915)
- 21 settembre - Max Gaines, editore statunitense († 1947)
- 21 settembre - Harry Liversedge, pesista e generale statunitense († 1951)
- 22 settembre - Hieronim Feicht, musicologo polacco († 1967)
- 22 settembre - Sven Klang, calciatore svedese († 1958)
- 22 settembre - Elisabeth Rethberg, soprano tedesco († 1976)
- 22 settembre - Pelageja Fëdorovna Šajn, astronoma sovietica († 1956)
- 23 settembre - Angelo Badini, calciatore argentino († 1921)
- 23 settembre - Cesáreo Galíndez, imprenditore spagnolo († 1990)
- 23 settembre - Albert Lewin, regista, sceneggiatore e produttore cinematografico statunitense († 1968)
- 23 settembre - Antonio Telesca, militare italiano († 1916)
- 23 settembre - Xavier de Courville, scrittore e storico francese († 1984)
- 24 settembre - Billy Bletcher, attore, doppiatore e sceneggiatore statunitense († 1979)
- 24 settembre - Igino Giordani, scrittore, giornalista e politico italiano († 1980)
- 24 settembre - Francisco López de Goicoechea Inchaurrandieta, avvocato e politico spagnolo († 1973)
- 24 settembre - Gunnar Sköld, ciclista su strada svedese († 1971)
- 25 settembre - Bjarne Hansen, calciatore norvegese († 1915)
- 25 settembre - Tormod Kjellsen, calciatore norvegese († 1978)
- 25 settembre - Vincenzo Miccolupi, architetto italiano († 1978)
- 26 settembre - Gladys Brockwell, attrice statunitense († 1929)
- 26 settembre - Glenn Hunter, attore statunitense († 1945)
- 26 settembre - Nicola Morace, politico italiano
- 27 settembre - Otto Aulie, calciatore norvegese († 1923)
- 27 settembre - Guido Molinelli, politico italiano († 1964)
- 27 settembre - Lothar von Richthofen, militare tedesco († 1922)
- 28 settembre - Antonio Amantea, generale e aviatore italiano († 1983)
- 28 settembre - Louis Cottier, artigiano e orologiaio svizzero († 1966)
- 28 settembre - Antonio Prestinenza, giornalista e scrittore italiano († 1967)
- 28 settembre - Şehzade Mehmed Abdülhalim, principe ottomano († 1926)
- 29 settembre - Ernesto Ambrosini, siepista italiano († 1951)
- 29 settembre - Franco Capuana, direttore d'orchestra italiano († 1969)
- 29 settembre - Thorleif Haug, sciatore nordico norvegese († 1934)
- 29 settembre - Rudolf Schilberg, sollevatore austriaco († 1961)
- 30 settembre - Dirk Jan Struik, matematico olandese († 2000)

## Ottobre(104)
- 1º ottobre - Giovanni Sartori, politico italiano († 1961)
- 2 ottobre - Bernardino Palaj, poeta, scrittore e presbitero albanese († 1946)
- 2 ottobre - Thomas L. Sprague, ammiraglio statunitense († 1972)
- 3 ottobre - Elmer Robinson, politico statunitense († 1982)
- 3 ottobre - Walter Warlimont, generale tedesco († 1976)
- 4 ottobre - Józef Beck, politico polacco († 1944)
- 4 ottobre - Frans G. Bengtsson, scrittore, poeta e saggista svedese († 1954)
- 5 ottobre - Del Andrews, regista, sceneggiatore e montatore statunitense († 1942)
- 5 ottobre - Alessandro Casali, militare italiano († 1917)
- 5 ottobre - Raffaele Libroia, militare italiano († 1918)
- 5 ottobre - Leto Morvidi, politico e avvocato italiano († 1984)
- 5 ottobre - Jan Plaček, calciatore cecoslovacco († 1957)
- 5 ottobre - Donnino Pozzi, pittore italiano († 1946)
- 6 ottobre - George Crone, montatore e regista statunitense († 1966)
- 7 ottobre - Tom Bromilow, allenatore di calcio e calciatore inglese († 1959)
- 7 ottobre - Herman Dooyeweerd, filosofo olandese († 1977)
- 7 ottobre - Albert H. Kelley, regista e sceneggiatore statunitense († 1989)
- 7 ottobre - Del Lord, regista, produttore cinematografico e sceneggiatore canadese († 1970)
- 7 ottobre - Fritz Schmedes, militare tedesco († 1952)
- 7 ottobre - Theodor Sparkuhl, direttore della fotografia e regista tedesco († 1946)
- 8 ottobre - Janus van Merrienboer, arciere olandese († 1947)
- 8 ottobre - Renato Paglianti, calciatore italiano († 1958)
- 8 ottobre - Robert Poirier, militare e aviatore francese († 1949)
- 8 ottobre - Richard Rokita, militare tedesco († 1976)
- 9 ottobre - Eugene Bullard, aviatore statunitense († 1961)
- 9 ottobre - Agnes von Krusenstjerna, scrittrice svedese († 1940)
- 9 ottobre - Ernest McFarland, politico statunitense († 1984)
- 9 ottobre - Nicola Moscardelli, poeta, scrittore e esoterista italiano († 1943)
- 9 ottobre - Eva Prout, attrice statunitense († 1980)
- 10 ottobre - Giuseppe Motta, ufficiale e aviatore italiano († 1929)
- 10 ottobre - Salman ibn Hamad Al Khalifa, sovrano bahreinita († 1961)
- 10 ottobre - Grace Williams, attrice statunitense († 1987)
- 11 ottobre - Luis Ángel Firpo, pugile argentino († 1960)
- 11 ottobre - Gaetano Marzotto, imprenditore e mecenate italiano († 1972)
- 11 ottobre - Boris Andreevič Pil'njak, scrittore russo († 1938)
- 11 ottobre - Albert Stoessel, compositore, violinista e direttore d'orchestra statunitense († 1943)
- 12 ottobre - Carlo Faina, dirigente d'azienda italiano († 1980)
- 12 ottobre - Elisabetta di Romania, principessa rumena († 1956)
- 13 ottobre - Giuseppe Giriodi, notaio e calciatore italiano († 1981)
- 14 ottobre - Edward Estlin Cummings, poeta, pittore e illustratore statunitense († 1962)
- 14 ottobre - Mihály Földi, scrittore, giornalista e drammaturgo ungherese († 1943)
- 14 ottobre - Michele Liverani, militare italiano († 1937)
- 14 ottobre - Heinrich Lübke, politico tedesco († 1972)
- 14 ottobre - Sail Mohamed, anarchico algerino († 1953)
- 14 ottobre - Karel Plicka, regista e sceneggiatore cecoslovacco († 1987)
- 14 ottobre - Percy Ernst Schramm, storico tedesco († 1970)
- 15 ottobre - Pietro Bonzio, calciatore italiano († 1954)
- 15 ottobre - Hermann Hänggi, ginnasta svizzero († 1978)
- 15 ottobre - Moshe Sharett, politico ucraino († 1965)
- 16 ottobre - Giovanni Cecchin, militare italiano († 1917)
- 16 ottobre - Zdzisław Styczeń, calciatore polacco († 1978)
- 16 ottobre - Marcel Varnel, regista francese († 1947)
- 17 ottobre - Félix Amiot, ingegnere francese († 1974)
- 17 ottobre - Renato di Borbone-Parma, militare spagnolo († 1962)
- 17 ottobre - Pablo de Rokha, poeta cileno († 1968)
- 17 ottobre - Giuseppe Malagodi, sindacalista italiano († 1945)
- 18 ottobre - Marie Burke, attrice britannica († 1988)
- 18 ottobre - Tibor Déry, scrittore ungherese († 1977)
- 18 ottobre - Geoffrey Bache Smith, poeta britannico († 1916)
- 18 ottobre - Jurij Nikolaevič Tynjanov, scrittore, filologo e critico letterario sovietico († 1943)
- 18 ottobre - Giulio Visconti, calciatore italiano
- 19 ottobre - Giovanni Emanuele Barié, filosofo italiano († 1956)
- 19 ottobre - Carl Hubbs, naturalista statunitense († 1979)
- 20 ottobre - Telesio Interlandi, giornalista italiano († 1965)
- 20 ottobre - Josef Pürer, aviatore austro-ungarico († 1918)
- 20 ottobre - Olive Thomas, modella e attrice statunitense († 1920)
- 21 ottobre - Heinrich Maria Davringhausen, pittore tedesco († 1970)
- 21 ottobre - Ranpo Edogawa, scrittore e critico letterario giapponese († 1965)
- 21 ottobre - Enrica Malcovati, latinista e filologa classica italiana († 1990)
- 22 ottobre - Méi Lánfāng, attore teatrale cinese († 1961)
- 22 ottobre - Fidia Palla, disegnatore, pittore e scultore italiano († 1944)
- 23 ottobre - Angelo Cecchelin, attore e comico italiano († 1964)
- 23 ottobre - Isabella Moore, nuotatrice britannica († 1975)
- 24 ottobre - Rudolph Cameron, attore statunitense († 1958)
- 24 ottobre - Edward Celestin Daly, vescovo cattolico statunitense († 1964)
- 24 ottobre - Enea Guarneri, militare italiano († 1918)
- 24 ottobre - Ployer Peter Hill, aviatore e militare statunitense († 1935)
- 25 ottobre - Gastone Ciapini, attore italiano († 1976)
- 25 ottobre - Vincenzo Ciardo, pittore italiano († 1970)
- 25 ottobre - Guy Percy Lumsden Drake-Brockman, militare britannico († 1952)
- 25 ottobre - Jukka Rangell, politico e economista finlandese († 1982)
- 25 ottobre - Alfredo Sangiorgi, musicista e compositore italiano († 1962)
- 25 ottobre - Claude Cahun, artista, fotografa e scrittrice francese († 1954)
- 26 ottobre - Walther Buhle, generale tedesco († 1959)
- 26 ottobre - Eugene Jolas, scrittore, critico letterario e traduttore statunitense († 1952)
- 26 ottobre - John Shively Knight, giornalista e imprenditore statunitense († 1981)
- 27 ottobre - Oliver Leese, generale britannico († 1978)
- 27 ottobre - John Lennard-Jones, matematico, fisico e chimico britannico († 1954)
- 27 ottobre - Albert Préjean, attore francese († 1979)
- 27 ottobre - Fritz Sauckel, politico e criminale di guerra tedesco († 1946)
- 27 ottobre - Martino Veduti, militare italiano († 1972)
- 28 ottobre - Ismail di Johor, sovrano malese († 1981)
- 28 ottobre - Harry George Ernest Luchford, aviatore e militare britannico († 1917)
- 28 ottobre - Ludwig Wrede, pattinatore artistico su ghiaccio austriaco († 1965)
- 29 ottobre - Gerald Fitzgerald, presbitero statunitense († 1969)
- 29 ottobre - Georgij Vladimirovič Ivanov, scrittore e poeta russo († 1958)
- 30 ottobre - Gerald Birks, aviatore canadese († 1991)
- 30 ottobre - Neil Harris, allenatore di calcio e calciatore scozzese († 1941)
- 30 ottobre - Remo Ranieri, dirigente d'azienda italiano († 1967)
- 30 ottobre - Ettore Rossi, turcologo e orientalista italiano († 1955)
- 30 ottobre - Jean Rostand, biologo, filosofo e aforista francese († 1977)
- 30 ottobre - Carmelo Salanitro, antifascista italiano († 1945)
- 30 ottobre - Peter Warlock, compositore inglese († 1930)
- 30 ottobre - Alfredo Zibechi, calciatore uruguaiano († 1958)

## Novembre(107)
- 1º novembre - Lewis Martin, attore statunitense († 1969)
- 1º novembre - Michele Mastromarino, ginnasta italiano († 1986)
- 1º novembre - Emilio Materassi, pilota automobilistico italiano († 1928)
- 1º novembre - Paul Metzner, pattinatore artistico su ghiaccio tedesco
- 1º novembre - Chard Powers Smith, scrittore e poeta statunitense († 1977)
- 2 novembre - Bill Johnston, tennista statunitense († 1946)
- 2 novembre - Alexander Lippisch, ingegnere tedesco († 1976)
- 2 novembre - Antonio Putzolu, politico e avvocato italiano († 1969)
- 3 novembre - William George Barker, aviatore canadese († 1930)
- 3 novembre - George Leslie Drewry, militare britannico († 1918)
- 3 novembre - Heinrich Kroll, militare e aviatore tedesco († 1930)
- 3 novembre - Luigi Morosini, generale italiano († 1966)
- 3 novembre - Julien Médécin, architetto monegasco († 1986)
- 3 novembre - Sofoklīs Venizelos, politico greco († 1964)
- 4 novembre - Gabriel Auphan, ammiraglio francese († 1982)
- 4 novembre - Gemma Bolognesi, attrice italiana († 1983)
- 4 novembre - Aleksandar Deroko, architetto, artista e scrittore serbo († 1988)
- 4 novembre - Heinz Hartmann, psichiatra e psicoanalista austriaco († 1970)
- 4 novembre - Valerie von Martens, attrice austriaca († 1986)
- 4 novembre - Carmelina Naselli, letterata, etnologa e bibliotecaria italiana († 1971)
- 4 novembre - Pavel Semënovič Rybalko, generale sovietico († 1948)
- 4 novembre - Varvara Stepanova, artista sovietica († 1958)
- 5 novembre - Antonio Callea, militare italiano († 1939)
- 5 novembre - Farciot Edouart, effettista statunitense († 1980)
- 5 novembre - Harold Innis, storico canadese († 1952)
- 5 novembre - René Laforgue, psichiatra e psicoanalista francese († 1962)
- 5 novembre - Victor de Laveleye, politico e tennista belga († 1945)
- 5 novembre - Benito Mosso, calciatore argentino († 1954)
- 5 novembre - Vincenz Müller, generale e politico tedesco († 1961)
- 6 novembre - Vanni Rossi, pittore italiano († 1973)
- 7 novembre - Carlo Adamoli, aviatore, inventore e imprenditore italiano († 1942)
- 7 novembre - Arrigo Cairo, avvocato e politico italiano († 1959)
- 7 novembre - Sonja Kovačić-Tajčević, pittrice croata († 1968)
- 7 novembre - Abdon Maltagliati, politico italiano († 1957)
- 8 novembre - Fritz Grau, bobbista tedesco († 1945)
- 8 novembre - Karl Löwrick, generale tedesco († 1945)
- 9 novembre - Dietrich von Choltitz, generale tedesco († 1966)
- 9 novembre - Mae Marsh, attrice statunitense († 1968)
- 9 novembre - Giuseppe Santoro, generale e aviatore italiano († 1975)
- 10 novembre - Charles Mantelet, ciclista su strada francese († 1955)
- 10 novembre - Saly Ruth Ramler, matematica statunitense († 1993)
- 10 novembre - Lisa Tetzner, scrittrice, curatrice editoriale e docente tedesca († 1963)
- 11 novembre - Beverly Bayne, attrice statunitense († 1982)
- 11 novembre - Leone Carmana, militare italiano († 1926)
- 11 novembre - Georges Gurvitch, sociologo russo († 1965)
- 11 novembre - Winifred Kingston, attrice inglese († 1967)
- 12 novembre - Paul Kohl, ciclista su strada e pistard tedesco († 1959)
- 12 novembre - Thorleif Schjelderup-Ebbe, zoologo e psicologo norvegese († 1976)
- 12 novembre - Eino Soinio, calciatore finlandese († 1973)
- 13 novembre - Franz Biegler, calciatore austriaco
- 13 novembre - Edmund H. Hansen, effettista statunitense († 1962)
- 13 novembre - Bennie Moten, direttore d'orchestra e pianista statunitense († 1935)
- 13 novembre - Nita Naldi, attrice statunitense († 1961)
- 13 novembre - Arthur Nebe, generale e poliziotto tedesco († 1945)
- 13 novembre - Piero Parini, militare, politico e prefetto italiano († 1993)
- 13 novembre - Alexandra Wolff Stomersee, psicoanalista russa († 1982)
- 14 novembre - Rino Corso Fougier, generale e aviatore italiano († 1963)
- 14 novembre - Federico Moro, generale italiano († 1963)
- 14 novembre - Seena Owen, attrice e sceneggiatrice statunitense († 1966)
- 15 novembre - Hans-Günther von Rost, generale tedesco († 1945)
- 15 novembre - Augusto Maria Sisson, calciatore brasiliano († 1982)
- 15 novembre - Michail Jakovlevič Suslin, matematico russo († 1919)
- 16 novembre - Mariano Rossini, militare italiano († 1983)
- 16 novembre - Karin de Laval, traduttrice svedese († 1973)
- 17 novembre - Richard Nikolaus di Coudenhove-Kalergi, politico e filosofo austriaco († 1972)
- 18 novembre - Earl Eby, mezzofondista statunitense († 1970)
- 18 novembre - Luigi Olivi, aviatore e militare italiano († 1917)
- 19 novembre - Phyllis Bentley, scrittrice britannica († 1977)
- 19 novembre - Luis Giannattasio, ingegnere e politico uruguaiano († 1965)
- 19 novembre - Heinz Hopf, matematico tedesco († 1971)
- 19 novembre - Isabella Maria di Braganza, principessa portoghese († 1970)
- 19 novembre - Guido Mussini, politico italiano († 1957)
- 19 novembre - Pietro Sordi, aviatore italiano († 1970)
- 19 novembre - Wacław Stachiewicz, generale e scrittore polacco († 1973)
- 19 novembre - Américo Tomás, ammiraglio e politico portoghese († 1987)
- 20 novembre - Mario Besesti, attore e doppiatore italiano († 1968)
- 20 novembre - Camillo Ferro, arbitro di calcio italiano
- 20 novembre - Rolfe Humphries, latinista, traduttore e insegnante statunitense († 1969)
- 20 novembre - Carl Mayer, sceneggiatore austriaco († 1944)
- 20 novembre - Johann Nikuradse, ingegnere e fisico georgiano († 1979)
- 21 novembre - Corinne Griffith, attrice, produttrice cinematografica e scrittrice statunitense († 1979)
- 21 novembre - Géza Kertész, calciatore e allenatore di calcio ungherese († 1945)
- 21 novembre - Max Miller, comico e attore britannico († 1963)
- 22 novembre - Domenico Coggiola, politico italiano († 1971)
- 22 novembre - Friedrich Hossbach, generale tedesco († 1980)
- 24 novembre - Wilhelm Hasse, generale tedesco († 1945)
- 24 novembre - Maria Pawlikowska-Jasnorzewska, poetessa e drammaturga polacca († 1945)
- 26 novembre - Emanuele Cambilargiu, ufficiale e ingegnere italiano († 1973)
- 26 novembre - Arturo Collana, giornalista italiano († 1959)
- 26 novembre - Giovanni Cucchiari, militare italiano († 1915)
- 26 novembre - Peder Marcussen, ginnasta danese († 1972)
- 26 novembre - James Charles McGuigan, cardinale e arcivescovo cattolico canadese († 1974)
- 26 novembre - Egidio Nardi, ufficiale italiano († 1981)
- 26 novembre - Ivan Dmitrievič Papanin, ammiraglio e esploratore russo († 1986)
- 26 novembre - Norbert Wiener, matematico e statistico statunitense († 1964)
- 27 novembre - Jurij Vladimirovič Gilšer, ufficiale russo († 1917)
- 27 novembre - Kōnosuke Matsushita, imprenditore giapponese († 1989)
- 27 novembre - Umberto Antonio Padovani, filosofo e storico della filosofia italiano († 1968)
- 28 novembre - Jane Bess, sceneggiatrice tedesca
- 28 novembre - Henry Hazlitt, economista statunitense († 1993)
- 28 novembre - Aleksandr Il'in-Ženevskij, scacchista russo († 1941)
- 28 novembre - Otto Zdansky, paleontologo austriaco († 1988)
- 29 novembre - Jimmy Ferris, calciatore nordirlandese († 1932)
- 30 novembre - Basil Bennett, martellista statunitense († 1938)
- 30 novembre - Quintino Di Vona, antifascista italiano († 1944)
- 30 novembre - Andreas Dombrowski, aviatore austro-ungarico
- 30 novembre - Donald Ogden Stewart, scrittore e sceneggiatore statunitense († 1980)

## Dicembre(108)
- 1º dicembre - Robert Mertens, erpetologo tedesco († 1975)
- 1º dicembre - Cesare Peruzzi, pittore italiano († 1995)
- 2 dicembre - Henri Grialou, presbitero francese († 1967)
- 2 dicembre - Viola Lawrence, montatrice statunitense († 1973)
- 2 dicembre - Delos W. Lovelace, scrittore e giornalista statunitense († 1967)
- 2 dicembre - Warren William, attore statunitense († 1948)
- 3 dicembre - Bernhard Bästlein, politico tedesco († 1944)
- 3 dicembre - Karl Kõiv, sollevatore estone († 1974)
- 3 dicembre - Giorgio Vigolo, scrittore italiano († 1983)
- 4 dicembre - Giuseppina Aliverti, geofisica italiana († 1982)
- 4 dicembre - Charles Fowkes, generale britannico († 1966)
- 4 dicembre - Tse-Ven Soong, politico e imprenditore cinese († 1971)
- 4 dicembre - Edgar Vuithier, calciatore svizzero († 1968)
- 5 dicembre - Enrico Michele Demarchi, politico e imprenditore italiano († 1980)
- 5 dicembre - Josh Malihabadi, poeta indiano († 1982)
- 5 dicembre - Arturo Michelini, calciatore italiano
- 5 dicembre - Charles Robberts Swart, politico sudafricano († 1982)
- 6 dicembre - Alfred DeGaetano, montatore statunitense († 1958)
- 6 dicembre - Søren Petersen, pugile danese († 1945)
- 6 dicembre - Tadeusz Romer, politico e diplomatico polacco († 1978)
- 7 dicembre - Lars Schybergson, calciatore finlandese († 1976)
- 7 dicembre - Franz Westhoven, generale tedesco († 1983)
- 8 dicembre - Florbela Espanca, scrittrice e poetessa portoghese († 1930)
- 8 dicembre - Anton Pointner, attore austriaco († 1949)
- 8 dicembre - E. C. Segar, fumettista statunitense († 1938)
- 8 dicembre - James Thurber, giornalista, fumettista e scrittore statunitense († 1961)
- 8 dicembre - Marthe Vinot, attrice francese († 1974)
- 9 dicembre - Adam Królikiewicz, militare e cavaliere polacco († 1966)
- 9 dicembre - Riccardo Ravagnan, politico, avvocato e partigiano italiano († 1970)
- 9 dicembre - Gherardo Taddia, politico italiano († 1976)
- 10 dicembre - Gertrud Kolmar, poetessa tedesca († 1943)
- 11 dicembre - Martin Linge, attore e militare norvegese († 1941)
- 11 dicembre - Vincenzo Toschi, militare e agente segreto italiano
- 12 dicembre - Sigismondo Chigi Albani della Rovere, IX principe di Farnese, principe italiano († 1982)
- 12 dicembre - Joseph Kutter, pittore lussemburghese († 1941)
- 12 dicembre - David Ross Lederman, regista statunitense († 1972)
- 12 dicembre - Fritz Wetzel, calciatore tedesco († 1982)
- 13 dicembre - Fernando de Fuentes, regista messicano († 1958)
- 13 dicembre - Friedrich Hefty, aviatore austro-ungarico († 1965)
- 13 dicembre - Lionello Matteucci, politico italiano († 1957)
- 14 dicembre - Hans Kaulich, allenatore di calcio austriaco († 1966)
- 14 dicembre - Umberto Maddalena, ufficiale e aviatore italiano († 1931)
- 14 dicembre - Giovanni Orgera, politico italiano († 1967)
- 15 dicembre - Victor Brecheret, scultore italiano († 1955)
- 15 dicembre - Josef Imbach, velocista svizzero († 1964)
- 15 dicembre - Alice Vibert Douglas, astronoma canadese († 1988)
- 15 dicembre - Leonardo Vitetti, diplomatico italiano († 1973)
- 16 dicembre - Cataldo Agostinelli, matematico e fisico italiano († 1988)
- 16 dicembre - Giovanni Pippan, politico, sindacalista e antifascista italiano († 1933)
- 17 dicembre - David Butler, regista, attore e produttore cinematografico statunitense († 1979)
- 17 dicembre - Arthur Fiedler, direttore d'orchestra statunitense († 1979)
- 17 dicembre - Patrick Flynn, siepista e mezzofondista statunitense († 1969)
- 17 dicembre - Hendrik Anthony Kramers, fisico olandese († 1952)
- 17 dicembre - Hans Henny Jahnn, scrittore tedesco († 1959)
- 17 dicembre - Giovanni Lanfritto, calciatore italiano
- 17 dicembre - Willem Schermerhorn, politico olandese († 1977)
- 17 dicembre - Antonio Tecchio, ciclista su strada italiano
- 18 dicembre - Ėduard Jul'evič Ioganson, regista cinematografico sovietico († 1942)
- 18 dicembre - Eugene Mullin, sceneggiatore e regista statunitense († 1967)
- 19 dicembre - Paul Baudouin, banchiere e politico francese († 1964)
- 19 dicembre - Paul Dessau, direttore d'orchestra tedesco († 1979)
- 19 dicembre - Ford Frick, giornalista e dirigente sportivo statunitense († 1978)
- 19 dicembre - Eligio Porcu, militare italiano († 1918)
- 19 dicembre - Agostino Setti, militare italiano († 1917)
- 19 dicembre - Richard Vogt, ingegnere aeronautico tedesco († 1979)
- 20 dicembre - John Joseph Malone, militare e aviatore canadese († 1917)
- 20 dicembre - Robert Menzies, politico australiano († 1978)
- 21 dicembre - Vittorio Lucchetti, ginnasta italiano († 1965)
- 21 dicembre - Edith Taliaferro, attrice statunitense († 1958)
- 22 dicembre - Mihail Andricu, compositore rumeno († 1974)
- 22 dicembre - Edwin Linkomies, politico, latinista e lessicografo finlandese († 1963)
- 22 dicembre - Giulio Masetti, pilota automobilistico e nobile italiano († 1926)
- 23 dicembre - Aldo Bocchese, militare e aviatore italiano († 1976)
- 23 dicembre - Elena Ciamarra Cammarano, pittrice e pianista italiana († 1981)
- 23 dicembre - Gino Corazza, calciatore italiano († 1959)
- 23 dicembre - Émile Cornic, schermidore francese († 1964)
- 23 dicembre - Carlo Orelli, militare e supercentenario italiano († 2005)
- 23 dicembre - Alberto Pascal, matematico italiano († 1918)
- 24 dicembre - Evert Bulder, calciatore olandese († 1973)
- 24 dicembre - Mario Cucca, militare italiano († 1937)
- 24 dicembre - John Gray, mezzofondista statunitense († 1942)
- 24 dicembre - Georges Guynemer, aviatore francese († 1917)
- 24 dicembre - Johannes Hengeveld, tiratore di fune olandese († 1961)
- 24 dicembre - Jack Thayer, statunitense († 1945)
- 25 dicembre - Rudolf Formis, ingegnere tedesco († 1935)
- 25 dicembre - Isaac M. Laddon, ingegnere e progettista statunitense († 1976)
- 25 dicembre - Marcos Carneiro de Mendonça, calciatore brasiliano († 1988)
- 26 dicembre - Natale Beretta, arbitro di calcio e calciatore italiano († 1990)
- 26 dicembre - Umberto Donà, calciatore italiano († 1986)
- 26 dicembre - Raymond Oliver Faulkner, egittologo britannico († 1982)
- 26 dicembre - Jean Toomer, romanziere e poeta statunitense († 1967)
- 27 dicembre - Mario Carloni, generale italiano († 1962)
- 27 dicembre - Paul Costello, canottiere statunitense († 1986)
- 27 dicembre - Leopoldo Eleuteri, militare e aviatore italiano († 1926)
- 27 dicembre - Giuseppe Martinenghi, architetto italiano († 1970)
- 28 dicembre - Raissa Calza, ballerina, attrice e archeologa ucraina († 1979)
- 28 dicembre - Emilio Ferreri, ammiraglio italiano († 1981)
- 28 dicembre - Ed Healey, giocatore di football americano statunitense († 1978)
- 28 dicembre - Hermanis Matisons, scacchista e compositore di scacchi lettone († 1932)
- 28 dicembre - Alfred Sherwood Romer, paleontologo statunitense († 1973)
- 28 dicembre - Gianfranco Zuretti, militare e giornalista italiano († 1936)
- 29 dicembre - Doris Pawn, attrice statunitense († 1988)
- 29 dicembre - Eugenio Puppo, calciatore italiano
- 29 dicembre - Karl Urban, aviatore austro-ungarico († 1918)
- 30 dicembre - Roberto Marin, ingegnere italiano († 1990)
- 30 dicembre - Walter Montagu Douglas Scott, VIII duca di Buccleuch, nobile e politico britannico († 1973)
- 31 dicembre - Ernest John Moeran, compositore inglese († 1950)
- 31 dicembre - Ramón Platero, allenatore di calcio uruguaiano († 1950)

## Senza giorno specificato(90)
- Lis Ahlmann, designer danese († 1979)
- Hamit Akbay, calciatore turco († 1986)
- Maria Artini, ingegnera italiana († 1951)
- Bernard Ashmole, archeologo inglese († 1988)
- Aris Bacci, disegnatore e pubblicitario italiano († 1948)
- Carlo Balelli, fotografo italiano († 1981)
- Salvatore Balsamo, pittore italiano († 1922)
- Carlo Barini, calciatore italiano
- Francesco Bernardelli, saggista e critico teatrale italiano († 1971)
- Luigi Berni, partigiano italiano († 1944)
- Herbert Boeckl, pittore austriaco († 1966)
- Gerardo Branca, generale, dirigente sportivo e calciatore italiano († 1964)
- Vittore Buzzi, imprenditore e filantropo italiano († 1985)
- Alberto Caffassi, pittore italiano († 1973)
- Alberto Caligiani, pittore, incisore e scrittore italiano († 1973)
- Francesco Camilotti, dirigente sportivo, avvocato e calciatore italiano († 1945)
- Roberto Carignani, pittore italiano († 1975)
- Francesco Cavadini, militare italiano († 1941)
- Antonio Cerbino, generale italiano
- Giacomo Chiapponi, ingegnere e politico italiano († 1993)
- Damiano Ciancilla, militare italiano († 1939)
- Gioacchino Colizzi, disegnatore italiano († 1986)
- Luigi Costa, calciatore italiano
- Salvatore Cutelli, partigiano e militare italiano († 1943)
- Ewald Dahlskog, designer svedese († 1950)
- Eugene De Rosa, italiano
- Giulio Del Torre, attore e regista italiano († 1968)
- Reginald Denning, generale britannico († 1990)
- Umberto Di Segni, architetto italiano († 1958)
- Ugo Fini, calciatore italiano
- Toni Frenguelli, direttore della fotografia italiano
- Angelo Carlo Galbiati, pittore italiano († 1956)
- Varahagiri Venkata Giri, politico indiano († 1980)
- Vittorio Emanuele Giunti, pittore e ceramista italiano († 1964)
- Heinrich Graf, sollevatore svizzero
- Carl Grossberg, pittore tedesco († 1940)
- Gu Ruzhang, insegnante cinese († 1952)
- Abdelsalam Hamdy, calciatore egiziano
- John Hargrave, politico britannico († 1982)
- Felix Hecht, militare austriaco († 1917)
- Christoph Friedrich Heinle, poeta e filologo tedesco († 1914)
- Alfonse Henry Heller, ingegnere e botanico statunitense († 1973)
- Stanislas Idzikowski, ballerino polacco († 1977)
- Jamil Mardam Bey, politico siriano († 1960)
- Shigeru Kanda, astronomo giapponese († 1974)
- Georg Kenzian, aviatore austro-ungarico († 1953)
- William Knox Martin, pioniere dell'aviazione statunitense († 1927)
- Félix Chemla Lamèch, astronomo e meteorologo francese († 1962)
- Gustavo Lanza, militare e partigiano italiano († 1943)
- Oreste Lardone, progettista italiano († 1961)
- Évariste Lévi-Provençal, arabista, islamista e storico francese († 1956)
- Alessandro Magni, calciatore italiano († 1974)
- Mentore Maltoni, scultore italiano († 1956)
- Giuseppe Manzelli, militare e partigiano italiano († 1963)
- Oreste Marchesi, scrittore, pittore e compositore italiano († 1949)
- Ettore Maserati, ingegnere e imprenditore italiano († 1990)
- Antonio Modarelli, direttore d'orchestra e compositore statunitense († 1954)
- Adolfo Moltedo, militare italiano († 1940)
- Carlo Moneta, militare italiano († 1938)
- Paolo Lorenzo Paladini, militare italiano († 1938)
- Domenico Palazzotto, militare italiano († 1918)
- Pietro Pella, calciatore italiano († 1950)
- Giovanni Perni, avvocato e politico italiano († 1979)
- Battista Pisa, calciatore e imprenditore italiano († 1962)
- Mario Prada, imprenditore e stilista italiano († 1958)
- Alfred Probst, canottiere svizzero († 1958)
- Salvatore Pucci, compositore, direttore di banda e editore italiano († 1977)
- Rao Guohua, generale cinese († 1937)
- Paolo Ravazzoli, politico e sindacalista italiano († 1940)
- Giuseppe Rivani, architetto e restauratore italiano († 1967)
- Georges Rooms, sollevatore belga
- Oreste Rosa, calciatore italiano († 1978)
- Mariano Rosati, filosofo e poeta italiano († 1973)
- Giuseppe Rumore, sindacalista italiano († 1919)
- Enrico Sabatini, direttore di banda e compositore italiano († 1961)
- Sao Shwe Thaik, politico birmano († 1962)
- Pëtr Trojanskij, ingegnere e inventore russo († 1950)
- Luigi Sussi, chirurgo e politico italiano († 1961)
- Masataka Taketsuru, imprenditore giapponese († 1979)
- Aleksej Evlampievič Troickij, calciatore russo († 1958)
- Armando Tugnoli, sollevatore italiano
- Oscar Uccelli, politico italiano († 1971)
- Jack Woodford, scrittore e editore statunitense († 1971)
- Ye Shengtao, scrittore e politico cinese († 1988)
- Fratelli Zacchini, circense italiano († 1981)
- Luigi Zago, pittore italiano († 1952)
- Carlo Zocchi, pittore italiano († 1965)
- Pavel Zolkin, calciatore russo († 1962)
- Ermes Amilcare Zumino, poeta italiano († 1938)
- Yasin al-Hashimi, militare e politico iracheno († 1937)